# ファイナルファンタジーV
『ファイナルファンタジーV』（ファイナルファンタジーファイブ、FINAL FANTASY V、略称: FFV、FF5、ファイファンVなど）は、1992年12月6日に日本のスクウェアから発売されたスーパーファミコン（SFC）用コンピュータRPG。ファイナルファンタジーシリーズのナンバリングタイトル第5作目にあたる。

## 概要
本作はスーパーファミコン（SFC）用としてはシリーズ2作目となる。開発はスクウェア開発第1部が行い、前作から引き継いだスタッフとしてディレクターは坂口博信、音楽は植松伸夫、キャラクター・デザインは天野喜孝、プログラムは成田賢が担当している他、ゲーム・デザインとしてファミリーコンピュータ用ソフト『スクウェアのトム・ソーヤ』（1989年）を手掛けた伊藤裕之、シナリオはゲームボーイ用ソフト『聖剣伝説 〜ファイナルファンタジー外伝〜』（1991年）を手掛けた北瀬佳範が新たに参加している。タイトルロゴにはドラゴンが描かれている。このドラゴンは天野の画集『JAPAN―FINAL FANTASY』（NTT出版）にて「飛竜」と明記されている。
主人公バッツ、レナ、ファリス、ガラフ（前半）、クルル（後半）を操作し、クリスタルが破壊されたことにより甦ったエクスデスを倒して世界を救出することを目的としている。『ファイナルファンタジーIII』（1990年）から継承されたジョブチェンジシステムを継承・発展させたキャラクター育成システムを特徴としている。
『ファイナルファンタジーVII』のマテリアや『ファイナルファンタジータクティクス』のアビリティなど、キャラクター毎にジョブとアビリティを組み合わせてカスタマイズするという育成システムの原典となっている。
本作は後にPlayStation（PS）やゲームボーイアドバンス（GBA）に移植され、オリジナルのSFC版はバーチャルコンソール対応ソフトとしてWii、Wii U、Newニンテンドー3DSにて配信、PS版はゲームアーカイブス対応ソフトとしてPlayStation 3（PS3）およびPlayStation Portable（PSP）にて配信、GBA版はiOS、Android用ソフトとして配信された。
本作はシリーズ初のダブルミリオンを記録しSFCソフトの国内売上第8位の記録を達成した。ゲーム誌『ファミコン通信』の「クロスレビュー」にて、SFC版とGBA版はゴールド殿堂を獲得した。

## ゲーム内容

### 特徴
- キャラクターの成長に関しては、『ファイナルファンタジーIII』のジョブチェンジシステムの発展系で、新たにジョブ固有のアビリティを覚えられるようになっている。覚えたアビリティは他のジョブになっているときにも一つだけ（例外として「すっぴん」は2個、「ものまねし」は3個）くっつけることができ、プレイヤーキャラクターはジョブ固有のものとは別のアビリティが使えるようになり、キャラクターのカスタマイズ性が高くなった。キャラクターの個性が弱くなったが、それを補って余りある戦闘の自由度の高さを生み出しており、後のシリーズ作品のシステムにも反映されている。
- 本作は前作までと比較してグラフィックが全体的に綺麗になっている。また、この作品からマップ上のキャラクターに表情が付くようになる。前作でも頭を下げる程度のアクションはあったが、笑ったり驚いたりといった表情については本作で初めて登場する。
- FFシリーズで初めて、メッセージ中に漢字が使われている。また、FFシリーズで最もメッセージの文字サイズが大きく、フォントも変更され前作に比較するととても文章が読みやすくなっている。
- 戦闘終了後、フィールドのBGMは最初に戻らず、戦闘に入る直前の続きからフェードインで流れるようになった。
- 全てのボスにレベルとは無関係に勝利できる戦術が存在する、ボスを倒しても経験値が入らない、経験値取得の回避が容易などの理由から、低レベル攻略を代表とした様々なやり込みの題材とされるゲームとなった。
- OVA『ファイナルファンタジー』は本作の200年後の物語であり、FFシリーズで初めてゲーム終了後の物語が描かれた作品である。
- 前作同様、コントローラーごとにキャラクターを割り振って戦闘で協力プレイができるマルチプレイが引き継がれている。

### パーティ
- 本作のパーティの人数は最大で4人。前作『ファイナルファンタジーIV』および次作『ファイナルファンタジーVI』は、ストーリーの進行に伴うパーティメンバーの強制的な入れ替わりが多い作品であるが、本作ではメンバーが入れ替わるのは一度だけである。その際、入れ替わる前のキャラクターのレベルやジョブ・アビリティがそのまま引き継がれる仕組みになっているので、一から育て直す必要はない。
  - パーティのメンバーに関しては、光の戦士の節を参照のこと。
- ストーリーの進行中、パーティメンバーの一部が抜けることがある。また、パーティを分割して進めるイベントや、特定のメンバー1人だけを操作するイベントもある。
- 前作ではパーティメンバー同士が恋仲に発展する（あるいはそれを仄めかす）というストーリー展開が少なからず見られ、主人公とメインヒロインに至っては結婚までしたが、前述の通りキャラクターのカスタマイズ性を重んじている本作においてはそうしたストーリー展開は見られない。

### 戦闘システム
アクティブタイムバトルシステム
前作『ファイナルファンタジーIV』に引き続き、アクティブタイムバトルシステム（ATB）が採用されている。本作からプレイヤーキャラクターの行動待ち時間を視覚的に示すウェイトゲージが追加され、以降のシリーズにおいても採用されている。尚、ウェイトゲージをOFFにすることで、前作同様のATBの戦闘となる。
経験値、ABP（アビリティポイント）
戦闘に勝利すると経験値とABPを獲得することができる。本作ではボス戦で勝利した場合に経験値は獲得せず、その代わりに多くのABPを獲得するようになっている。経験値獲得のシステムは、前作『FFIV』同様に獲得した経験値を戦闘可能キャラクターの人数で分配するシステムを引き続き採用しているが、ABPについては獲得したABPを戦闘可能キャラクターに均等に分配されるシステムとなっている。
攻撃・魔法の命中システムの変更
過去のシリーズ作品の「攻撃回数」の概念が廃止され、命中判定は一度だけになった。ただし一部のアビリティや武器などで同時に2回以上攻撃ができる場合は、それぞれの攻撃において命中判定が発生する。
魔法
『FFIV』では各魔法ごとの詠唱時間に大きな差があったが、全て一律、詠唱のグラフィックが一瞬表示された後に即時発動するようになった。また、効果に影響するパラメータもそれまでは黒系の「知性」と白系の「精神」とがあったが、今作より魔力に統合された。
弓矢
『FFIII』『FFIV』では、弓と矢は別個のアイテム扱いであり、弓と矢を別々に装備し矢を消費して攻撃を行うシステムだったが、本作においては弓矢はワンセットになり、矢を無制限に使うことができるようになった。
クリティカルヒット
確率発動するタイプのクリティカルヒットは、素手と刀、特定の弓矢以外の攻撃では発動しない。ただし特定種族（竜、魔獣など）に対して必ずクリティカルヒットを放つ武器や、攻撃するごとにMPを消費し必ずクリティカルヒットを放つ武器も存在する。

### ジョブチェンジシステム
ジョブの種類および詳細に関してはジョブ一覧を参照のこと。
ジョブチェンジシステムとは、イベントによって入手したジョブ（キャラクタークラス）を状況に合わせてプレイヤーが任意に切り替えられるシステムのことである。ジョブチェンジはメニューが呼び出せる状況であればいつでも可能である。各ジョブには固有のアビリティが用意されており、ABP（アビリティポイント）を貯めることでアビリティを覚えることができる。クリスタルのかけらを入手することで選択できるジョブの種類が増える。『FFIII』のジョブシステムとの差別化からジョブアビリティシステムとも呼ばれる。
ジョブチェンジシステムは本作の前に『FFIII』で採用されたが、『FFIII』ではジョブチェンジの際に所定量のキャパシティ値を必要としたのに対して、本作ではキャパシティ値が廃止されており、特に何も消費することなく、いつでも好きなジョブになることができるようになっている。各キャラクターのパラメータ（力・素早さ・体力・魔力・最大HP・最大MP）には「すっぴん」時において若干の差がある。各ジョブごとに各パラメータの上昇率・下降率が設定されており、ジョブチェンジした場合、「すっぴん」のときのパラメータを基準として、その割合だけ各パラメータが上昇・下降する。また、武器装備系アビリティを付けるとそれを使うジョブと同等の力（一部は素早さも補正される）に、魔法系コマンドアビリティを付けるとそれを使うジョブに近い魔力と最大MPに強化補正される。
各ジョブには1つの「ジョブコマンド」と、いくつかの「ジョブ特性」が設定されている。ジョブ特性とはそのジョブになれば自動で発揮される能力である。
ジョブコマンド、ジョブ特性の例
ナイト
- ジョブコマンド：!まもり （次の行動までの間、物理攻撃のダメージを0にする）
- ジョブ特性：かばう（瀕死状態の仲間に対する物理攻撃を代わりに受ける）

白魔道士
- ジョブコマンド：!しろまほう（所持している白魔法を使える。なお、魔導士系ジョブや魔法剣士のジョブコマンドはそのジョブで使える魔法の最高レベルとなっており、白魔導士の場合ジョブコマンドとして付いているアビリティは「!しろまほうLV6」である）
- ジョブ特性：無し

フィールド上および戦闘時に利用できるコマンドとして「!たたかう」、「!アイテム」およびジョブコマンドのほかにもう1つ追加アビリティ枠が設定されており、習得したものから自由に選択できる（例外のジョブあり）。例えばナイトに「!しろまほう」を付ければ回復魔法を使え、「!まほうけん」を付ければ攻撃属性を切り替えて対処することが可能となり、「りょうてもち」を付ければコマンドは増加せず盾の装備を見送る代償に剣をより強力に扱えるようになる。このようにジョブとアビリティの組み合わせによっては効果的な戦術が編み出せるが、アビリティの選択を誤るとジョブの能力を台無しにしたり、アビリティを全く活かせなくなったりする。さらにパーティーでどのジョブ、アビリティを組み合わせるかで戦闘スタイルが大幅に変わってくるので、プレイヤーの工夫が試されるシステムである。

### 装備
武器には14種類の系統、防具には4種類の系統がある。それぞれの系統に大まかに共通する特徴がある。防具には「重さ」が設定され、それが大きいほどATBゲージの増加が鈍くなる。
短剣・忍者刀
ナイフ、短剣などの類。攻撃力がやや高く、大半のジョブが装備可能で、魔法剣にも対応。忍者専用の忍者刀、踊り子専用武器も含まれる。
GBA版では忍者刀に固有のアイコンがついたため、通常の短剣とは別扱いとなった。
剣・騎士剣
攻撃力が高く、かつ魔法剣に対応する。より高い攻撃力を持つナイト専用（GBA版では剣闘士も装備可能）の騎士剣も含まれる。なおナイトのアビリティは剣・騎士剣共に対応する（元々剣を装備できるジョブに「けんそうび」を付けた場合、装備可能武器に騎士剣が追加される）。
ほとんどの物が魔法剣とアビリティ「りょうてもち」（攻撃力を2倍にする。後述）に対応している。
槍
攻撃力が高く、アビリティ「ジャンプ」の攻撃力が2倍になる。なお、ジャンプ攻撃は後列でも威力は半減しない。
刀
攻撃力が高く、所定の確率でクリティカルヒットが出る。「りょうてもち」に対応している。
斧（ハンマー）
攻撃力がやや高く、敵の防御力の影響が少ない。命中率が低く、ダメージが不安定。「りょうてもち」に対応している。
弓矢
攻撃力が高く、後列でも威力が半減しない。特殊効果も豊富。命中率が少し低く、両手でないと扱えない。
杖
攻撃力はやや低く、後列でも威力が半減しない。魔力を増幅する効果や、魔法の力を秘めたものが多い。
ロッド
攻撃力はかなり低いが、後列でも威力が半減しない。魔力を増幅する効果や、魔法の力を秘めたものが多い。
槌矛
斧に近い特性を持ち、杖に比べると攻撃力が高い。後列でも威力が半減しない。
鞭
攻撃力がやや高く、後列でも威力が半減しない。標的を麻痺させることがある。
ベル
攻撃力はかなり低いが、後列でも威力が半減しない。魔力と素早さに依存して威力が高まる。ダメージが不安定。
装備可能にするアビリティがないため、風水士とすっぴん以外の者には装備できない。
竪琴
極めて特殊な効果を持つ。後列でも威力が半減しない。両手でないと扱えない。
特殊武器
いずれにも属さない系統。武器のアイコンが表示されない。えんげつりんなどがこれにあたる。
装備可能にするアビリティはなく、装備可能なジョブが限定される。
手裏剣・忍術
アビリティ「なげる」でのみ使用できる。強力だが使い捨て。忍術の威力は「まりょく」のステータス数値が影響する。
盾
一定の確率で、相手の物理攻撃を完全に防ぐことができる。
両手武器とは併用できない。両手持ちや二刀流の効果を持っていても装備できるが、それらのアビリティの効果は無効化される。
頭防具
頭部に身に付ける。兜・戦闘帽・魔法帽などの分類があり、ジョブによって装備できる物が異なる。
体防具
体に身に付ける。鎧・軽装鎧・戦闘服・ローブなど。
ジョブによって装備可能な物が異なるが、鎧はナイトのアビリティによって本来装備可能でないジョブでも装備可能になる。
アクセサリ
特殊な効果を持つものが多い。指輪・篭手・腕輪・靴など。

### 魔法
魔法は全部で7つの系統に分類される（GBA版では8つ）。それぞれの系統で大まかな習得方法が異なる。一度魔法を習得すると、ジョブ・アビリティ条件さえ整えば、パーティ全員がその魔法を使用できるようになる。大半の系統にはレベルが設定されており、習得してもアビリティのレベルを満たさなければ使用できない。
白魔法
回復や防御補助を中心とした系統。アンデッドに対しては攻撃手段にもなる。店での購入・宝箱・特定のイベントなどで習得可能。
黒魔法
攻撃やステータス異常が中心の系統。炎・冷気・雷の3属性が基本。店での購入・特定のイベントなどで習得可能。
時空魔法
時間・空間・重力に作用する系統。補助が中心で、攻撃もある程度可能。店での購入・宝箱・特定のイベントなどで習得可能。ゲーム中では「じくう」と表記される。
召喚魔法
幻獣を召喚する系統。攻撃系が中心で、複数の敵に効果を発揮するものが多い。LV1の魔法は店で購入できるが、それ以降はイベント（多くは対応する召喚獣との戦闘）で習得することになる。ゲーム中では「しょうかん」と表記される。
魔法剣
武器（短剣・剣・騎士剣）に特定の白魔法・黒魔法の効果を追加する系統。通常の魔法と比べMP消費が少なく、永続的に効果を発揮するのが特徴。対応する魔法を習得するのが使用条件。
青魔法
モンスターの技をそのまま使う系統。他の系統にない特殊な効果や、限定された状況下で真価を発揮するものが多いのが特徴。「ラーニング」のジョブ特性やアビリティを持つキャラクターが習得可能な攻撃を受け、その戦闘に勝利することで習得できる。また、敵を混乱させたり魔獣使いのアビリティの中にある「あやつる」を使って、敵を操作しなければラーニングができない青魔法もある。レベルは設定されていない。
歌
特殊な効果を持つ歌を歌う系統。魔法に分類されているがMPは消費しない。歌うと瞬時に効果を発揮するものと、歌い続ける間徐々に味方の能力値を上昇させるものがある。すべて特定のイベントで習得する。レベルは設定されていない。
暗黒魔法（GBA版・HD Remake版）
禁断の魔法。全般的に威力が高く、何らかの追加効果があるのが特徴。ネクロマンサーのジョブに就いているキャラクターが、特定のモンスターに止めを刺すことで習得可能。

### その他（システム）
モンスターのレベル
本作から全てのモンスターにレベルが設定されるようになった。主に攻撃力や魔法の成功率に影響し、一部3桁を超える敵もいる。
特定の魔法やアビリティには一時的にレベルを上下させたり、一定の倍数のレベルの敵にのみ効果を発揮するものなどもある。
時間制限付きイベント
本作から、シナリオ中に時間制限の付いたイベントが出現するようになった。
イベントに突入すると画面上にカウントダウンタイマーが表示され移動中・戦闘中にかかわらず残り時間のカウントが減少、残り時間が0になった時点でイベント固有の理由によってゲームオーバーとなってしまう。
カウントが一時停止する条件としては「戦闘中のポーズ機能の使用時」「ウェイトモードでの時間停止時」「移動中フロアの切り替わりなどにおける画面の切り替わり中」「戦闘前後の画面切り替え中(PS版)」といった物がある。
状態異常
状態異常には本作では新たに、HP0で味方を攻撃し続ける「ゾンビ」と、時間経過でレベルが下がっていく「老化」が追加され、代わりに「のろい」「ぶた」が廃止された。
「ゾンビ」は、戦闘不能・石化に並ぶ全滅条件であり、敵からの攻撃対象にはなるが、HPが0の状態のまま敵ではなく味方に対して自動的に攻撃し続け、行動が止まることはない。アイテム「せいすい」のみによってこの状態異常を治療できる。
「小人」状態は盾の回避率が2倍になり、場合によっては有利に働くことも。
前作でもあったHPがどんどん減っていく状態異常は「スリップ」と名づけられた。
一部の特殊攻撃には、戦闘中は復帰不可能な戦闘離脱状態をもたらすものや、特定の条件下では「戦闘不能」と「石化」、「戦闘不能」と「ゾンビ」が重複することがある。
魔法効果
HPを徐々に回復する「リジェネ」が登場。
前作の「レビテト」に加え、「ヘイスト」「スロウ」「ストップ」「プロテス」「シェル」「リフレク」も、魔法効果特有の色の光をキャラクターが放つことで、その効果が常時視認できるようになった。
この他、アビリティ「!ちょうごう」を中心に、これら以外にも様々な魔法効果をもたらす手段が増えた。
属性
ダメージ属性には無属性の他、「火」、「氷（冷気）」、「雷」、「風」、「水」、「地」、「毒」、「聖」があり、各々の属性を持った敵にこれらと同じ属性を持った攻撃を行うとダメージが吸収され回復してしまうことや属性に耐性のあるものは効かなかったりする。一方、弱点にしている属性攻撃を行えば大ダメージを与えることが可能。
また、装備アイテムの中にはこれらの特定の属性効果を持つものや、装備しているだけで関連する属性魔法の攻撃力を上げる効果を持つ物がある。
種族
攻撃対象の種族特攻としてケアルなどの回復魔法でダメージを食らう「不死（アンデット）」や「竜（ドラゴン）」、「人間（ヒト）」、「魔獣（ビースト）」、「鳥（エイビス）」、「砂漠（デザート）」などもある。
装備武器防具や特殊攻撃の中にはこれらの特定の種族特攻効果を持つものがある。
カテゴリ弱点
カテゴリ弱点という設定が存在し、攻撃カテゴリは武器だけの設定ではなく魔法や特技など、攻撃全てに存在する。
白・黒・時・召喚の各種魔法によるそれぞれの魔法カテゴリ、歌・竪琴・ベルによる音波カテゴリ、ほぼ全ての近接武器による近接カテゴリ、遠隔武器による遠隔カテゴリ、青魔法とほぼ全ての敵専用特技による青魔法(敵の技)カテゴリ。
各カテゴリ弱点をもった敵に相当する攻撃を行うと必中となる他、ピクセルリマスター版からはカテゴリ弱点に2倍撃効果が実装されている。
さいきょう
『FFIII』のシステムでは、ジョブチェンジ時には装備をはずし、ジョブチェンジ後に手動で再び装備し直さなければならなかった。
本作では、そのときに持っている武具の中で最も攻撃力または守備力が高いものが自動装備される「さいきょう」のシステムが新たに導入され、ジョブチェンジ時やアビリティの変更時に自動で実行されるようになり、装備交換の手間を軽減している。
しかし、攻撃力・防御力の数値のみで判定されるため、中には非常に高い攻撃力・防御力を有する代わりにマイナス要素を含むアイテムが存在しており、「さいきょう」を実行することでそのようなアイテムが必然的に装備されてしまうことも多い。また攻撃力・防御力が低い代わりに有益な特殊効果を持つアイテムもあるため、このコマンドによる装備が必ずしも最良の装備とは限らない。また、マイナス要素を含んだアイテムを装備しても、装備品が外せなくなることはない。
アイテムの所持
本作では所持可能なアイテムの数が大幅に拡大され、『FFIII』『FFIV』のデブチョコボのようなアイテムを預ける場所がなくなった。その代わり、同一種類のアイテムの所持上限が99個となった。

## ジョブ一覧
以下にジョブ名および簡単な解説を示す。アビリティは、戦闘中にコマンドとして使用できるもの（「コマンドアビリティ」と呼ばれる）はアビリティ名の先頭に「！」マークがつく。同一ジョブでも各キャラクターごとにビジュアル的な違いが多々あり、キャラクターの個性を感じさせるものとなっている。英語表記が2つある場合は、2番目がSFC版。

### 初期状態
すっぴん（Freelancer）
装備可能：すべて / ジョブコマンド：なし / ジョブ特性：マスターしたジョブのステータス補正値とジョブ特性（特性はバーサーカーとネクロマンサーを除く）を受け継ぐ
各キャラクターの本来の状態。クリスタルのかけらを手にするまでの勇敢な行動が認められ、ジョブの一つに列せられた。素の状態ではジョブコマンドを持たないため通常攻撃とアイテムの使用しかできないが、アビリティは2つつけることが可能。また全ての武器、防具、アクセサリを装備可能で、一部を除いて既にマスターになっているジョブの特性とステータスの補正値を引き継ぐ。
なお、このジョブには固有のアビリティは無くジョブレベルも存在しないが、他のすべてのジョブをマスター（そのジョブで習得できるすべてのアビリティを習得した状態、メニュー画面で頭上に三ツ星が付く）にすると、このジョブをマスターしたことになる。

### 風のクリスタル
ナイト（Knight）
装備可能：短剣・剣・騎士剣・盾 / ジョブコマンド：!まもり / ジョブ特性：かばう
あらゆる剣を扱える技量と自己犠牲精神を併せ持つ騎士。戦士系の基本ジョブ。一定の確率で、敵の物理攻撃を完全に防ぐことができる盾や、通常装備できる戦闘帽・戦闘服よりも防御力の高い兜・鎧、防御性能を高めるアクセサリの篭手などを装備できる（以後、このタイプのジョブを重戦士系と呼ぶ）。
剣術のエキスパートで、戦士系最高ランクの力、武器攻撃力、HPを持つ。瀕死の仲間に対する攻撃を身代わりとなって受ける「かばう」や、物理攻撃を完全に防御する「!まもり」が可能。盾を持たない代わりに剣・刀・斧による攻撃力を2倍にする「りょうてもち」や、本来盾・鎧が装備できないジョブでも装備できるようになるアビリティも習得できる。武器防具とも非常に充実している。
アビリティ「けんそうび」は本来ナイト専用の騎士剣も含めた全ての剣が装備可能になり、攻撃力もナイトと同じになる。
グラフィック上は全員が鎧と鉢金をまとった姿になる（鎧の色はバッツとガラフが赤、レナが水色、ファリスが青、クルルがピンク）。
モンク（Monk）
装備可能：なし / ジョブコマンド：!けり / ジョブ特性：かくとう カウンター
精神修行の一環として格闘術を身に着け、肉体と精神を鍛え上げた僧侶。戦士系ジョブに属するが、防具は戦闘服、戦闘帽に制限されるため防御力は鎧兜の戦士には劣る（以後、このタイプのジョブを軽戦士系と呼ぶ）。ただし、全ジョブ中でHP、力、体力に最大の補正がかかる。
武器を装備することはできないが、素手での攻撃力が高くなる「かくとう」や、敵から物理攻撃を受けると確率発動で即座に反撃する「カウンター」、発動に時間はかかるが通常攻撃よりも威力の高い「!ためる」、HPと一部のステータス異常を回復する「!チャクラ」、HP最大値を増やすアビリティなどを習得できる。
素手での攻撃は両手ということで2回攻撃であり（そのためアビリティをつけて盾を装備すると攻撃は1回）、クリティカルヒットを確率発動する（発動判定は1回ごと）。
ジョブコマンド「!けり」は通常攻撃1回分の威力で全体攻撃をする。このコマンドはアビリティとしての習得はできない。他のジョブの場合は後述の「!ものまね」でのみ使用可能。
グラフィック上では拳法着を身にまとう。バッツとガラフは上半身が裸に近く、レナはチャイナドレスとなっている。
シーフ（Thief）
装備可能：短剣・特殊武器 / ジョブコマンド：!ぬすむ / ジョブ特性：ダッシュ かくしつうろ けいかい
プロの盗賊。軽戦士系ジョブ。全ジョブ中で最高の素早さを誇るが打たれ弱く、攻撃手段に乏しい。その分探索や戦闘回避に特化したアビリティを持つ。
敵からアイテムを「!ぬすむ」ことができる。盗むことでしか入手できないアイテムも存在する。また、隠し通路が見えるようになる「かくしつうろ」、町・城・ダンジョンの中でダッシュ移動ができる（あるいはダッシュの速度がさらに上昇する）「ダッシュ」、戦闘突入時のバックアタックや不意打ちを防止する「けいかい」、と3つの移動補助系ジョブ特性を持つ。
上記のコマンドアビリティ、ジョブ特性や、通常攻撃と同時にアイテムを盗む「!ぶんどる」、戦闘から離脱する「!とんずら」を習得できる。最終的にはすばやさをシーフ並みに引き上げる「ちょこまかうごく」を習得可能。
グラフィックでは全員がバンダナを頭につけているが、それぞれ柄や結び方が異なる。
白魔道士（White Mage / Priest）
装備可能：杖 / ジョブコマンド：!しろまほう / ジョブ特性：なし
弱者を庇護するための力「白魔法」を後世に遺すため、自ら白魔道士となった聖職者たち。魔道士系ジョブ。魔道士系ジョブは、多くのジョブで装備できる戦闘服が装備できない代わりに、物理防御力が低い反面、魔力、魔法防御力・回避率を高める効果のある魔法帽・ローブを装備できる。
すべての白魔法を使用できる。
習得するアビリティは基本的に各レベルの白魔法を使用可能とするもの（しろまほうLV○←○にはレベル数が入る）だが、最後にはMP最大値を増やすアビリティ「MP10%アップ」を習得する。
装備できる武器が杖しかないため、打撃力の点で特に他のジョブに比べると劣っている。
従来のFFシリーズ同様に白いローブ姿で、女性キャラクターはフードを被っている。クルルの場合は猫耳フード。
黒魔道士（Black Mage / Wizard）
装備可能：短剣・ロッド / ジョブコマンド：!くろまほう / ジョブ特性：なし
祭礼に用いられる力「黒魔法」を行使する者たち。戦乱の時代、多くの黒魔道士は戦いに魔法が悪用されることを望まず、技を封じてしまったため、現在では黒魔道士と呼べる者は皆無。魔道士系ジョブ。魔力が高く、すべての黒魔法を使用できる。
各レベルの黒魔法を使用可能とするアビリティ（「くろまほうLV○」）とMP最大値を増やすアビリティ「MP30%アップ」を習得するという、白魔道士とよく似た成長のしかたをする。
容姿はFFシリーズにおける黒魔道士の基本形（青や紫など暗い色のローブやマントを身に着けて三角帽子を深く被り、顔は暗くて見えない）を踏襲したものである。男性はだぶだぶズボンを見せるスタイル。
青魔道士（Blue Mage）
装備可能：短剣・剣・ロッド・盾 / ジョブコマンド：!あおまほう / ジョブ特性：ラーニング
魔物の特殊攻撃に興味を持った戦士が、その技を分析、真似て敵を撃退したことがきっかけとなり、敵の戦法を分析・学習して真似る戦術が流行、ジョブへと発展したもの。元が戦士系であるため、魔道士系ジョブであるが一部の剣や盾、軽戦士が使える防具も装備可能。敵から特殊攻撃を受けることで、それを習得（ラーニング）し、「青魔法」として使うことができる。ただしラーニングできる特殊攻撃は限られており、また特殊攻撃をかけられても無効化した場合はラーニングできない。
また、白魔法ライブラと類似の効果を持つアビリティ、「!しらべる」と「!みやぶる」が習得可能（後者の方がより多くの情報を確認可能）。「ラーニング」もアビリティとして習得できる。
青いマントと仮面を身に付けた姿となる。女性キャラクターは帽子を被り、仮面のラインも丸くなっている。

### 水のクリスタル
バーサーカー（Berserker）
装備可能：短剣・斧・盾 / ジョブコマンド：なし / ジョブ特性：バーサク
蛮族の中でも武器を使いこなせる者たちに与えられる称号。狂戦士。重戦士系ジョブ。
戦闘中は常に白魔法バーサクにかかったのと同じバーサク状態であり、プレイヤーの操作を受け付けず一切のコマンド入力が不可能で、強力な通常攻撃を繰り返す。このバーサク状態は戦闘中、敵味方を問わず、いかなる手段をもってしても解除できない。
ジョブコマンドはないが、アビリティはすっぴん、ものまねし以外の他のジョブと同様、1つしか身に付けられない。コマンド入力ができないので、コマンド入力して使うアビリティは付けても意味がない。なお、アビリティの自動バーサクはそのキャラクターの1ターン目が回ってきた直後から発動するのに対し、バーサーカーの自動バーサクは戦闘開始直後から発動する。
バーサーカーをマスターしても自動バーサクはすっぴんやものまねしには引き継がれない（アビリティの「バーサク」を別に付けることは可能）。
素早さが最も低い上に攻撃のタイミングが掴めず（ATBゲージは常に満タンのまま）、コマンドアビリティも使えず、攻撃対象も指定できないため、戦術計算が立てにくい。SFC版とPS版では4人全員をバーサーカーにすると逃走も不可能になる。
ビジュアル的には狼や虎などの毛皮を身に着けたような姿になる（クルルは着ぐるみ）。クルルやレナの場合は首に鈴が付いている。
魔法剣士（Mystic Knight / Enchanter）
装備可能：短剣・剣・盾 / ジョブコマンド：!まほうけん / ジョブ特性：まほうバリア
魔法と剣術両方を極めた者に与えられる称号。幾多の魔法と剣術に精通したという伝説の魔戦士の末裔にあたる。重戦士系ジョブ。
「魔法剣」として剣に魔法の属性や追加効果を付けて直接攻撃することが可能。瀕死状態になると、自動的に「まほうバリア」（白魔法シェルに相当）を使用して攻撃魔法に対する抵抗力が上がる。
他の重戦士系ジョブに比べて力やHPは少し低いが、素早さが高く、すっぴんと比較した場合に全てのステータスが上方修正される数少ないジョブでもある。
グラフィックは男性キャラクターはターバンを巻いており、女性キャラクターはヴェールをまとったものとなっている。
時魔道士（Time Mage / Time Sorcerer）
装備可能：短剣・ロッド・杖 / ジョブコマンド：!じくう / ジョブ特性：なし
魔法を細分化しようとする動きの結果、白魔法から時間・空間に関する魔法を抜き出し、専門とするようになった者。魔道士系ジョブ。
時空魔法（画面上では「!じくう」と表示される）を使用できる。時間経過を加速するヘイスト系・遅らせるスロウ系などの補助魔法が中心的だが、攻撃魔法もいくつか存在する。また、最終的に習得するアビリティ「ロッドそうび」は、ロッドの他に杖も装備可能になる。
グラフィックは青系やオレンジのローブとマント、とんがり帽子で装ったピエロ風姿となる。
召喚士（Summoner）
装備可能：短剣・ロッド / ジョブコマンド：!しょうかん / ジョブ特性：なし
幻獣たちが住む世界「幻界」に精通した結果、幻獣を呼び出しその力を戦闘に用いることに成功した者。魔道士系ジョブ。
「!しょうかん」が使用可能。マスターまで育てると、MPを使わずにランダムで召喚獣1体を呼び出すアビリティ「!よびだす」を習得する。
SFC版とPS版では全ジョブ中で魔力とMPに最大の補正がかかる。
グラフィックは頭に一角獣のような角を生やし、緑のローブをまとった姿となる。
赤魔道士（Red Mage / Red Wizard）
装備可能：短剣・剣・ロッド・杖 / ジョブコマンド：!しろくろま / ジョブ特性：なし
魔道士から魔法の心得を伝授され、白黒両方の魔法を習得した戦士。特に独立不羈（どくりつふき）を旨とする戦士たちの間で広まった。現在は一つのジョブを極めるのが正道であるという風潮があり、成り手は少ない。魔道士系ジョブだが、一部の剣（盾は装備不可）、軽戦士が使える防具も装備可能。レベル3までの白および黒魔法が使える。
高位の魔法が使えないため後半戦では力不足だが、最終的には現在扱える魔法（白、黒、時空、召喚のみ）を1ターンで2回連続して使用するアビリティ「!れんぞくま」を習得する。これをアビリティにつけた場合、Lv3までの白魔法・黒魔法が他のアビリティなしで使用可能。
グラフィック上はその名の通り、全員赤いマントと羽根つきのカウボーイハットを被る。

ものまねし（Mime / Mimic）
装備可能：短剣・杖・ロッド・特殊武器・盾 / ジョブコマンド：!ものまね / ジョブ特性：マスターしたジョブのステータス補正値とジョブ特性（特性はバーサーカーとネクロマンサーを除く）を受け継ぐ
特殊系ジョブ。踊り子専用防具以外の全ての防具を装備可能。
ジョブコマンド「!ものまね」は前のキャラクターの行動を繰り返すもので、この際にMP・アイテムなどを消費することはない。
この他に3つのコマンドやアビリティを付けることが可能。ただし、他のジョブでは最初から付いていて外すことのできないコマンドである「!たたかう」と「!アイテム」もアビリティ扱いとなっており、付けずに他のアビリティを付けることもできるが、使いたいならアビリティとして付ける必要がある。
ステータスとジョブ特性はすっぴんと同様、すでにマスターしたジョブのものを引き継ぐ。
隠しジョブであり、入手可能になる時期も上記の各ジョブとは大きく異なる。
グラフィック上はすっぴんの服装にマントと肩当てを付け加えたような状態になる。ガラフがパーティにいる時期には入手できないため、ガラフのグラフィックはない。

### 火のクリスタル
忍者・魔獣使い・風水士と、狩人・吟遊詩人は、入手可能な時期が異なる。
忍者（Ninja）
装備可能：短剣・忍者刀・特殊武器 / ジョブコマンド：!なげる / ジョブ特性：にとうりゅう せんせいこうげき
様々な武術・格闘術を研究し誕生した実戦派の職業。軽戦士系ジョブ。
ジョブ特性は、両手に別々の武器を装備することができる「にとうりゅう」と、先制攻撃の確率が上昇する「せんせいこうげき」。
武器や専用の巻物を「!なげる」攻撃が可能なほか、戦闘離脱用のアビリティ「!けむりだま」と、白魔法ブリンクと同様の効果を持つ「!ぶんしん」を習得できる。
二刀流により重戦士系を上回る物理攻撃力を誇り、素早さも高く巻物での魔法攻撃力も持つという優秀な攻撃系ジョブだが、幾分打たれ弱い。
グラフィックは名前の通り忍者装束。
魔獣使い（Beastmaster / Monster Trainer）
装備可能：短剣・鞭 / ジョブコマンド：!とらえる / ジョブ特性：なし
魔物を操る術を習得した山岳民族の出の者。軽戦士系ジョブ。
モンスターの力を利用したアビリティを得意とする。弱った敵を捕獲して利用する（「!とらえる」と「!はなつ」）ことができる。
敵を自分の意のままに操るアビリティ「!あやつる」を習得する。敵を操り、特殊攻撃を他の敵にかけさせたり、回復・攻撃補助魔法を味方にかけさせたりすることができるほか、青魔道士（またはラーニングのアビリティの付いている者）に対して特殊攻撃を使わせることにより、その特殊攻撃を青魔法として覚えることができる。また魔獣タイプのモンスターの動きを止める「!なだめる」も覚える。
外見は羊の毛皮を身に着けたような感じになる。胸元には髑髏型のブローチが付く。
風水士（Geomancer / Elemental User）
装備可能：短剣・ベル / ジョブコマンド：!ちけい / ジョブ特性：おとしあなかいひ ダメージゆか
天地万物の意思と交信し、自然の力を意のままに操るに至った者。深山に篭り悟りを開いた一人の精神修行者が起源とされる。魔道士系ジョブ。
戦闘時の地形に応じた特殊攻撃「!ちけい」を使い、MP消費なしで強力な攻撃が可能。ただし、どのような効果が出るかをプレイヤー自ら指定することはできない。
見えない落とし穴の手前で一旦立ち止まる「おとしあなかいひ」、トゲや溶岩などの上をノーダメージで通過できる「ダメージゆか」のジョブ特性を持つ。
見た目は全員パジャマを着て、ナイトキャップも被ったような姿になる。『FFIII』では黒魔道士同様、顔が暗くなっていたが、本作では普通に顔を見せている。
魔法剣士と同様、すっぴんに比べて全てのステータスが上昇するジョブであるが、魔法剣士と比較して、魔力やMPの上昇率が高い。
ベルを装備可能にするアビリティはないため、マスターしても風水士とすっぴん以外のジョブでベルを装備可能にすることはできない。
吟遊詩人（Bard）
装備可能：短剣・竪琴 / ジョブコマンド：!うたう / ジョブ特性：なし
詩吟の中に特殊な力を込められるようになった者。魔道士系ジョブ。
MPを使わずに味方の能力を上昇させたり戦闘を有利にする歌を「!うたう」ことができる。また、敵の攻撃を回避する「!かくれる」を習得する。
ジョブマスターに必要なABPが風水士と並び、全ジョブ中最少となっている。
狩人（Ranger / Archer）
装備可能：短剣・弓矢 / ジョブコマンド：!ねらう / ジョブ特性：なし
自然と動物を友とする森の住人。軽戦士系ジョブ。
弓矢を使うことにより隊列を無視してダメージを与えられる。
ジョブコマンドの「!ねらう」は、分身した敵以外なら攻撃を100%命中させる（暗闇時は選択不可）。また、森の動物を呼び寄せて様々な効果を引き起こす「!どうぶつ」を習得する。
アビリティ「ゆみやそうび」は弓矢を装備できるだけでなく、狩人の高い力と素早さも身につく。
マスターまで育てることで、標的はランダム、回避率・防御無視の4回連続攻撃（ただし、1回当りの攻撃力は通常の1/2となり、武器が有している追加効果が発動しなくなる）を放つ「!みだれうち」を習得する。この技能を「にとうりゅう」と併用したり、両手共に素手の状態（「かくとう」は素手での攻撃力を強化する）で使用すると8回攻撃が可能。敵が1体のときに使うとコマンドによる威力補正を差し引いても普通に攻撃した時の2倍の威力を誇る。

### 土のクリスタル
侍（Samurai）
装備可能：短剣・刀・盾 / ジョブコマンド：!ぜになげ / ジョブ特性：しらはどり
長年にわたり封建制を守り続けた国で武士道という特殊な剣術を習得した剣士。重戦士系ジョブ。
刀による攻撃はクリティカルヒットを繰り出し（画面エフェクトもより派手なものとなる）、敵の物理攻撃を「しらはどり」で回避できる。この攻守の確率発動ボーナスが侍の特徴である。
所持しているギルを投げて敵全体にダメージを与える「!ぜになげ」を使うことができる。「!ぜになげ」は威力が使用者のレベルと敵の防御力のみに依存し、レベルさえ高ければほとんどの敵に大ダメージを与えられる。他には攻撃と同時に相手の動きをしばらく止める「!みねうち」、発動に時間はかかるがランダムで敵を即死させる「!いあいぬき」を習得できる。
グラフィックは全員日本の鎧兜をまとった姿（レナだけは兜ではなく鉢金）。ファリスのみ鎧が青。兜の鍬形は全員三日月形になっている。
竜騎士（Dragoon / Dragon Knight）
装備可能：短剣・槍・盾 / ジョブコマンド：!ジャンプ / ジョブ特性：なし
飛竜に乗って戦う騎士。飛竜と心を通わせた一族の子孫だけが竜騎士となり得る。戦乱で多くの竜騎士と飛竜が失われた結果、今では見られない。重戦士系ジョブ。
「!ジャンプ」攻撃により敵の攻撃を回避しつつ隊列・回避率を無視して攻撃できる（槍を装備するとダメージ2倍）。ただし実際に攻撃するまでの空中にいる間は完全に戦闘から離脱し、その分残りのメンバーに敵の攻撃が集中してしまう。
敵のHP、MPを吸収する特殊攻撃「!りゅうけん」を習得する。これは黒魔法ドレインやアスピルと同様アンデッドモンスターには逆効果という欠点を持つ。
グラフィック上は竜をイメージした鎧兜を着用した状態となる（レナだけはレオタードを着用）。ただし、キャラクターごとに配色が異なり（バッツとレナが青、ガラフとクルルが紫、ファリスが赤）、レナとクルルは兜を被っていない（レナはヘッドギア、クルルは髪留め）。
薬師（Chemist）
装備可能：短剣・杖 / ジョブコマンド：!のむ / ジョブ特性：くすりのちしき
あらゆる薬品に精通し、その調合法を心得た者たち。魔道士系ジョブ。「やくし」ではなく、くすりしと読む。
薬師が戦闘中に回復薬を用いると、効果が通常の2倍になる（「くすりのちしき」）。
戦闘中に手持ちの薬品アイテムを2つ消費し、独自の攻撃・補助・回復薬品を作り出す「!ちょうごう」を習得する。また、専用の飲み薬アイテムを「!のむ」ことで能力を上昇させることができる。ジョブレベルをあげると、多くの状態異常を治療できる「!ちゆ」、戦闘不能を治す「!そせい」を覚える。
グラフィックは黄色いローブとベレー帽。
踊り子（Dancer）
装備可能：短剣・踊り子専用装備 / ジョブコマンド：!おどる / ジョブ特性：なし
とある踊り子が踊りの魅力を分析、その力を最大限に引き出した結果、一つの戦法として通用するまでに踊りを洗練させたことから成立したジョブ。軽戦士系ジョブ。
「!おどる」ことで特殊な効果を発揮するほか、ステータス変化を防ぐリボンなどの専用装備が用意されている。ただし、どの踊りを踊るかを決めることはできず、ランダムで発動する（ただし装備によりある踊りの発生確率を上げることはできる）。また、敵の動きを一時的に止められる「!いろめ」を習得する。最終的に覚える「リボンそうび」は、リボンを含めた踊り子専用の武器・防具4種をすべて装備可能にできる。
グラフィック上ではダンサーの衣装を身にまとう。他のジョブでは男性的な格好が多いファリスも、このジョブでは女性的な格好をしている。

### GBA版とHD Remake版の追加ジョブ
これらは入手時期が既存のジョブとは異なるため、ガラフのグラフィックは存在しない。
剣闘士（Gladiator）
装備可能：短剣・剣・騎士剣・槍・斧・弓矢・盾 / ジョブコマンド：!ひっさつ / ジョブ特性：なし
重戦士系ジョブ。前列後列関係なくダメージを与える「こうれつぎり」、半分の威力で全体攻撃をする「!ぜんぎり」、エンカウント率を極端に上げる「てきよせ」を覚える。
ジョブコマンドの「!ひっさつ」は、大ダメージを与えることもあればミスをすることもある博打要素のあるものとなっている。
グラフィック上は鎧と仮面を身につけている。鎧のデザインはナイトなどとは異なる。
砲撃士（Cannoneer）
装備可能：短剣・剣・盾 / ジョブコマンド：!ほうげき / ジョブ特性：なし
軽戦士系ジョブ。砲弾を扱うことができ、大砲で敵を攻撃する「!ほうげき」や、「!ごうせい」で砲弾と特定のアイテムと組み合わせて様々な種類の攻撃を行うことができる。獲得経験値を1.5倍に上げる「EXPアップ」も覚えられる。
グラフィック上は海賊の船長のような姿をとる。ファリスのみ帽子を被っていない。
予言士（Oracle）
装備可能：杖 / ジョブコマンド：!せんこく / ジョブ特性：なし
魔道士系ジョブ。天変地異を「!よげん」することや、敵に対してステータス異常を「!せんこく」することができる。GBA版ではMPと魔力の補正が全ジョブ中で最高。エンカウント率を極端に下げる「てきよけ」や、獲得ABPを上げる「ABPアップ」も覚える。
グラフィック上では、全員が大きな宝石の付いた頭飾りを身につけているのが特徴。
ネクロマンサー（Necromancer）
装備可能：短剣・ロッド / ジョブコマンド：!あんこく / ジョブ特性：アンデッド
魔道士系ジョブ。手に入れるには上記3種のジョブとは違う条件を必要とする。
暗黒魔法「!あんこく」を使うことができる（『FFIV』に登場した同名のアビリティ「あんこく」とは別物である）ほか、「!めいやく」によってアンデッドモンスターを召喚することも可能。
常にアンデッドの状態で、回復魔法をかけると逆にダメージになるが、黒魔法デスで全回復できる。このジョブ特性はすっぴんやものまねしには引き継がれない（アビリティとして付けることは可能）。カオスオーブなどの装備すると常時スリップ状態になる装備は逆にリジェネになる。
黒装束や髑髏に身を包み、禍々しさを押し出したビジュアルとなっている。レナは黒いビキニを着ている。
他の追加ジョブはクリスタルの欠片が本編に出てきた物と同様だが、このジョブのみクリスタルの欠片までが暗黒の力を持っている特異性がある。

## 設定

### ストーリー
本作のストーリーはワールドマップの大まかな状態によって3段階に分けられる。それぞれのワールドマップについてゲーム中では各世界に名称はないが、公式ガイドブックでは「第1世界」「第2世界」「第3世界」の呼称を用いている（詳細は後述）。
以下では各ワールドマップの段階ごとに要約している。
第1世界
風の様子の異常を憂うタイクーン王は風のクリスタルの元へと急行するが、目の前で砕け散ってしまう。
遅れて来たバッツ、レナ、ガラフ、ファリスの4人はクリスタルの心と力を受け継ぎ、残りのクリスタルを守るため、姿を消したタイクーン王を探すための旅に出る。
しかし最終的にクリスタルは全て砕け散ってしまい、封印されていたエクスデスは復活してしまう。
第2世界
封印されていた世界から元の世界に帰ったエクスデスを追うため、もといた世界に帰っていくガラフとクルルを追ってバッツたちはもう一つの世界へと向かう。
暁の4戦士との出会いと死別、新たな仲間クルルの加入を経て、エクスデスとの決戦に挑む。
エクスデスを倒すことはできたが、彼の野望であった「自身の世界のクリスタルの破壊」を止めることはできなかった。
第3世界
全てのクリスタルが砕け、世界は再び一つになっていた。バッツたち4人はタイクーン城の近くで目覚め城へ帰還するが、やがてバッツとクルルは喧噪のタイクーン城を出て付近を歩き始める。後を追ってきたファリスと合流したあと、エクスデスが再び現れる。倒したと思っていたエクスデスは1本の棘となって潜んでおり、よみがえっていた無の力を手にするチャンスを窺っていたのであった。
そしてエクスデスは無の力を手にする。エクスデスの意志に応じ、無の力は各地を飲み込んでいく。
世界の破滅が迫る中、バッツたちは4つの石版を集めて伝説の12の武器の封印を解き、次元のはざまにいるエクスデスとの最後の決戦に挑む。

### 世界観
このゲームの世界は、風・水・火・土の4つのクリスタルのパワーによって構成されている。1000年前に世界を消し去ろうとした暗黒魔道士エヌオーが操る無の力を封じるためそれぞれのクリスタルが2つに分けられたことにより、世界も2つに分割された。この分けられた2つの世界は隕石などを使って往来することが可能。また、この世界分割により、どちらの世界にも属さない領域となっている街も存在する。
バッツ、レナ、ファリスの生活している世界は公式ガイドブックでは第1世界と呼ばれている。第1世界では、クリスタルの力を増幅しそれを利用する高度な文明が発達している。しかし、クリスタルの力の増幅はクリスタルそのものに負担をかけており、力を使いすぎればクリスタルを失うことになりかねないと言う者もいる。また、ある森には4つの要石があり、クリスタルの力を受けてエクスデスを封じている。
一方、ガラフの住む世界は公式ガイドブックでは第2世界と呼ばれる。第2世界では、辺境の村ムーアの近隣の大森林にある巨大な樹にクリスタルが納められており、その樹は「長老の樹」と呼ばれている。
ストーリー終盤になると、両世界のクリスタルが破壊されたことで第1世界と第2世界が統合され、ひとつの世界となる。この統合後の世界は公式ガイドブックでは第3世界と呼ばれている。この第3世界は世界が2つに分割される前の姿であるため、第1世界・第2世界にあった町や村、建物がそのまま存在している。第3世界でないと入れないダンジョンなども、（岩山などで囲まれていて進入こそできないが）第1・第2世界でその存在を確認できる。

### 地名
「*」付きの地名は、イベントをこなした後に消滅するなどの理由で再び入ることができない場所、「+」付きの地名は第3世界において入ることができない場所（入ることができる期間が限られている物も含む）。
第1世界
タイクーン城+
タイクーン王が治める城でレナとファリス（サリサ）の故郷。
第3世界になってからは、最初期のみ進入可能。ストーリーを進めると無に飲み込まれ、ここがラストダンジョンの入り口となる。
タイクーンの隕石+
バッツ（主人公）が最初に足を踏み入れる場所。突然空から降ってきた隕石。ここでレナやガラフと出会う。
西の谷*
タイクーンの西にある谷。ゴブリンが多数出没する。
海賊のアジト
もともとは船でしか入れない場所だったが、タイクーンの隕石が落ちてきた時の地震によって洞窟ができ、海賊のアジトへ船以外でも入れるようになった。ここでファリス、シルドラと出会い協力を得る。
トゥールの村
大陸の西端に位置する、ストーリー上最初に訪れることになる村。初心者の館では本ゲームの基本的な操作方法などを教えてくれる。トルナ運河の門の建築者・ゾックが住む。
風の神殿
タイクーンの北に位置する、風のクリスタルが安置されている神殿。クリスタルルーム前で最初のボスと戦闘になる。
トルナ運河*
タイクーンとウォルスとをつなぐ運河。本来は人々の交易などのために使われていたが、いつしか魔物が多く出没するようになり通れなくなった。当時のタイクーン王とウォルス王はクリスタルの力を使って運河のなかに魔物を封じ込めて大事にはならなかった。しかし、風のクリスタルが砕けたことにより、運河内は再び魔物の巣窟と化してしまった。そこで運河の門を作ったゾックは門を閉ざすことにした。
ここの敵モンスターは女性キャラクターしか狙わない。
船の墓場+
漂流した船が数多くたどり着き集まってできた場所。多数の死亡した船員がアンデッドとなり襲いかかってくる。
カーウェンの町
ウォルスの北に位置する港町。風の力が弱まっているため船を出すことができない。
港町であるが、第3世界ではグロシアーナ大陸と融合した影響で周囲の水場は東にわずかな湖があるだけとなる。
北の山
カーウェンの北に位置する山。飛竜草が生えている他、猛毒の草も生えている。第三世界では地形変化によりグロシアーナ砂漠経由でなければ訪れることができず、また最初の石板を入手することで復活したバハムートが降り立つ場所となる。
ウォルスの城+・町+
水のクリスタルの恩恵を受ける国。城や町の内部まで水のクリスタルの力によって清められた水が町中に流れている。ウォルスの塔から水を引いておりクリスタルの力を機械で増幅し続けている。城の配水塔には魔神シヴァが眠る。
ウォルスの塔
ウォルス城の北に位置する十字型の半島に建つ塔。水のクリスタルが安置されている。
クリスタルが砕けた結果、周囲の半島ごと海底に沈んでしまう。
第3世界では地形変化により半島の一部が再び浮上しているが、塔自体は海底に沈んだままとなっており、潜水艇によって塔に入ることができる。
ウォルスの隕石+
塔の側に落ちた隕石。隕石の内部にワープ装置があり、カルナックの隕石までワープできる。
カルナックの隕石+
カルナックの東に落ちた隕石。ウォルスの隕石と同様内部にワープ装置があり、ウォルスの隕石までワープできる。後に召喚獣タイタンが棲みつく。
カルナックの城*・町
火のクリスタルの恩恵を受ける国。城の地下には火のクリスタルが安置されている。
ゲーム中ではクリスタルにひびが入った影響で城内の至る所から炎が噴出している。
後にクリスタルが砕けた結果、クリスタルの力を失った影響で城は爆発し消滅するが、同時に古代図書館への道を封鎖していた壁も巻き込まれる形で崩壊し通行が可能となる。
火力船
火のクリスタルを動力とする船。ダクトを通じて城のクリスタルルームまで移動できるが一方通行となる。
船へエネルギーを充填する過程でクリスタルにひびが入り最終的に失われたため、後にクリスタルの力無しで動くように改造される。
西の砂漠+
カルナック南西にあるワールドマップ上の砂漠。ドルムキマイラが棲みついており、カルナックの学者からも恐れられている。
古代図書館+
カルナックの南に位置する図書館。蔵書量は膨大で、ありとあらゆる本が収蔵されているが、魔物が取り付いているものもある。
地下はスイッチを押すと本棚が動くなどの仕掛けがある。召喚獣イフリートが眠る。
第3世界では最初期のみ入れる。
ジャコールの洞窟
ジャコールの町の北東に位置する洞窟。第1世界においては一番奥まで行っても何もない場所。出現する敵はこの時点では強力なものとなっている。
第三世界ではこの洞窟から施錠されていて入れなかったバル城の地下室内に入ることができ、最深部に召喚獣オーディンが居る。
ジャコールの町
世界の南西に位置する町。ジャコールの洞窟に眠る財宝を狙う冒険者で賑わう。
クレセントの町
世界の南にある孤島群の中で一番大きい島・三日月島にある町。豊かな土地を持つ。第3世界では二つの世界の列島が重なったことで長い陸続きとなり、チョコボでも訪れることが可能となる。
黒チョコボの森+
クレセントのすぐ側にある森。黒チョコボの最後の生き残りが棲む。
リックスの村+
風の神殿の北西に位置する、山に囲まれた村。バッツの故郷。
イストリーの村+
世界の北西に位置する村で近くにはイストリーの滝がある。町の西に広がる森には召喚獣ラムウが棲む。
流砂の砂漠
古代図書館の西に位置する広大な砂漠。流砂のため、なかなか思った方向に進めない。
第1世界では専用マップを通行する。第3世界では土のクリスタルが砕けたことで大地の力が弱った影響で流砂が止まり、ワールドマップ上で通行する。
滅びの町（ゴーン）*
砂漠の南に位置する廃墟の町。
地下の遺跡が浮上したことによって町は完全に消滅し周囲は大きな砂漠になるが、第3世界では村の跡地に1ブロックだけの砂漠となっており浮上による山崩れの影響もなくなっている。
地下の遺跡（カタパルト）
三日月島の地下にある施設。古代の遺産が眠る。ゴーンの地下とワープ装置でつながっているが、バッツたちが使用した直後にワープ装置は壊れてしまう。
ロンカ遺跡*
ゴーンより上空に浮上した遺跡。多数の砲台と魔物によって守られたその奥には土のクリスタルが安置されている。第一世界における事実上のラストダンジョン。
遺跡に落ちた隕石（ゴーンの隕石）+
ゴーンのそばに落ちた隕石。クルルが乗ってきたもの。
ワープポイント*
四つの隕石の中心に位置する鳥の形をした半島（後の召喚獣バハムート）にある第2世界へのワープポイント。

第2世界
無人島+
グロシアーナ砂漠の南にある第2世界で最初に行き着く孤島。
ビッグブリッジ
バルとエクスデス城をつなぐ大橋。
第2世界では専用マップを通行し、第3世界ではワールドマップ上で通行する。
ルゴルの村
世界の北に位置する辺境の村。幻と称されるルゴルの地酒が名物。ドルガンの故郷。
封印城クーザー
ルゴルの南に位置する城。1000年前の戦いで使用された12の武器が封印されている。
第2世界では入ることはできるが封印を解くことはできず、封印を解けるのは第3世界に入ってから。
モーグリの森+
モーグリが現れる森。地下に大河が流れている。
地下大河+
グロシアーナの砂漠から西にある森の地下に広がる水脈。洞窟になっているところもある。流れが速く泳ぐことはできない。
グロシアーナの砂漠
グロシアーナ大陸の北東に位置する広大な砂漠。砂漠の中に網目状に森林が通っている。砂漠部分には強力なモンスターが生息している。
第3世界では森が消滅し、より広大な砂漠となる。
第2世界・第3世界ともワールドマップ上を通行する。
モーグリの村+
グロシアーナ砂漠の先の森にある、モーグリ族の集落。
バル城
世界の南西に位置する、ガラフが治める城。その歴史は古く、わかっていないことも多い。地下室には内側から施錠された開かずの部屋がある。
ギルの洞窟+
バル城とビッグブリッジ間の山間部を抜けるための地下通路だが、寄り道をすると大量のギルを拾える。ただしそこには罠も用意されている。
ケルブの村
バルの北に位置する、ウェアウルフ族の集落。ケルガーが治めている。ケルブ羊料理が名物である。
飛竜の谷
ケルブの北に位置する山で、飛竜草が生えている。道中には召喚獣ゴーレムが出没する。
サーゲイト城
飛竜の谷の北に位置する、ゼザが治める城。図書館には膨大な量の知識が収められている。
ゼザの船団*
エクスデス城に攻め込むためゼザが用意した船団。ゼザの乗る旗艦には秘密がある。
バリアの塔*
エクスデス城を包むバリアを張った4つの塔のうちの1つで、海岸に近接した場所に建っている。
ギードのほこら
サーゲイト東の孤島にある、賢者ギードのほこら。主人公たちがギードに会う前にエクスデスによって海に沈められ、海底から訪れることになる。
第3世界ではカルナックのある大陸と融合する形で地上に戻っている。
北の湖+
サーゲイトの北に位置するワールドマップ上の湖。周辺の森に召喚獣カトブレパスが出没する。
岩山に囲まれており、海底の洞窟から行く必要がある。海底の洞窟ではケタはずれに強力なモンスターたちが出現する。
周辺の森に雌のチョコボが生息しているが、後に登場する「ココ」がそれなのかは不明。
ムーアの村
世界の西端に位置する、山に囲まれた村。幽霊がいると噂がある。
ムーアの大森林+（長老の樹）
ムーアの村の東に広がる大きな森。森に生える樹は意思を持ち、侵入者を排除する。深奥部の長老の樹にはクリスタルが封印されている。後にエクスデスによって森の大部分が焼き払われてしまう。
第3世界でも長老の樹は登場しているが、火災を免れた周辺の森は流砂の砂漠と同化し消えてしまう。
エクスデス城*
下層部と上層部に分かれているエクスデスの居城。通常の方法では上層部に潜入することができない。第2世界で最初に訪れるダンジョンであり、そしてラストダンジョンでもある。上層部には召喚獣カーバンクルが眠る。

第3世界
デスバレー*
トゥールの村の西にある谷。アントリオンが棲んでいる。
ピラミッド
西の砂漠の中央に位置するピラミッド。封印の石版が眠る。
ピラミッド自体は第1世界でも流砂の砂漠の一角に存在しており、扉に鍵が掛かっていて入ることはできないが入口にたどり着くだけなら可能。
孤島の神殿
ビッグブリッジの中央に位置する神殿。封印の石版が眠る。
第1世界に存在するが、第1世界では岩山に囲まれており入ることができない。第3世界になると、第2世界のビッグブリッジと重なることで入れるようになる。
フォークタワー*
カタパルトを塞ぐように位置する塔。2つの塔から成り、それぞれ白と黒の最強魔法が眠る。同時に取らないと塔が爆発してしまうため、バッツたちは二手に分かれて探索に挑むことになる。ホーリーを入手したら10秒以内にフレアを取らないと爆発しゲームオーバーとなる。
塔自体は第2世界で南東の列島にある岩山に囲まれる形で登場しているが、第2世界では入ることができない。第3世界では列島ごと三日月島と融合し周囲の岩山がなくなって砂地になっており、立ち入り可能になっている。
大海溝（ゴール海溝）
ウォルスの南東の海底に位置する海溝。内部は海底火山の如くマグマ地帯も多く点在する広大な洞窟で、封印の石版と最強の時空魔法が眠る。
入り口となっている場所と思われる物は第2世界にも存在しているが入ることはできず、また洞窟自体が第1・第2どちらの世界にあるかについて明確な描写はない。
海溝奥には、ドワーフ王国がある。
イストリーの滝
世界の北西に位置する大滝。滝の裏の洞窟には封印の石版、および召喚獣リバイアサンが眠る。滝の上には魔法のランプが眠っている。
イストリーの村の近くにあるが、住民によると元々は滝へ向かう道があったものの地震による落盤で塞がってしまったとのこと。入れるのは第3世界になってからで、地形変化により滝上はかつての北の湖とそこから東部にある池が繋がった川を通ってチョコボで訪れることで魔法のランプが入手でき、再度この滝上に戻ればランプの力を回復できる。
蜃気楼の町
1000年前に世界が分裂した際、次元のはざまに飲み込まれ、存在が不安定な町。次元のはざま内では時間が止まっている。
フェニックスの塔
東の砂漠の最南端に位置する塔。ここで死んだ竜は不死鳥になるという伝説がある。
第2世界でグロシアーナの砂漠の南西に岩山に囲まれて存在しており、第3世界では地形変化により周囲も砂漠になって入れる形になる。
次元のはざま
第三世界のラストダンジョン。砂漠〜遺跡〜蜃気楼の町〜森〜洞窟〜図書室〜塔〜次元城という流れで構成されている。
次元城
次元の狭間内にありハリカルナッソスが統治する城。1000年前に封印されたエヌオー配下のモンスターが多くいる。
ラストフロア
クリスタルワールド。「無」の在る空間であり、最深部にエクスデスが待ち構えている。

EXダンジョン
GBA版にのみ登場する追加イベントで使われる地域。
????（モアイ像）
第3世界と封印の神殿を移動する乗り物の内部。
封印の神殿
グランエイビスやアルケオデーモンといった凶悪なモンスターが封印されている神殿。
巨人の洞窟
ベヒーモスに遭遇すると言われる洞窟。
滅びの神殿
封印されているモンスターを解放する方法を知る古代人が住む迷路神殿。
魂の河
急流が迷路のように流れている地下洞窟。
ロンカの心臓
ロンカ遺跡同様の仕掛けが施された迷路遺跡。
奈落の滝
エヌオーの封じられている地に通じる深い深い滝。
記憶の墓場
機械の魔物が封印されている遺跡。多数のオメガが徘徊している。
神竜の祠
竜の魔物が封印されている溶岩洞窟。多数の竜が出没する。
光と闇の果て
クリスタルワールド。闇の空間で、最奥には「無」の力を得たエヌオーが封じられている。
亡者の巣窟
クリスタルワールド。「光と闇の果て」同様に闇が広がる空間であるが、ここではこれまで倒した一部のボスたちと勝ち抜き戦を行うことができる。

### エンディング分岐
本作のエンディングは、最終ボスを倒した時点でどのキャラクターが戦闘不能になっているかによって15通りに内容が変化する。ただし、これ以外の条件でエンディングが分岐するわけではなく、また、バッドエンドは存在せず最終的にスタッフロール以降は同じ内容となる。

## 登場人物
担当声優は『ディシディア ファイナルファンタジー』シリーズなどの客演作品での配役。ゲーム本編には声はない。

### 光の戦士
ここで紹介する4名は全てプレイヤーキャラクター。バッツ、レナ、ファリスはストーリー序盤からのメンバーで、クルルはストーリー後半からプレイヤーキャラクターになる。
バッツ・クラウザー（Bartz Klauser）
声 - 保志総一朗
176cm 58kg
本作の主人公。リックスの村出身の青年。20歳。幼い頃に母・ステラを亡くして、本編の三年前に父・ドルガンを病で亡くす。ドルガンの遺言に従い、相棒であるチョコボのボコに乗って世界を巡る旅を続けていたが、あるとき大地震に遭遇し、隕石の落ちた場所を探索しているうちにレナ、ガラフと出会う。
明るい性格と正義感の強さ、父譲りの剣の腕前を持つが、自分を含めた世界の人間がクリスタルに依存して、その力を使い過ぎたことがエクスデス復活の一因となってしまったことには責任を感じている。少年時代の体験により高いところが苦手という一面もある。苦手になった理由は、子どものころに遊んだ「かくれんぼ」で高い屋根の上に隠れていたら長時間見つけてもらえず、仲間たちから忘れられてしまい、朝まで寝過ごし、落ちたことでトラウマになった。しかし、バリアの塔から躊躇なく飛び降りたりする思い切りの良さも見られる。また、サーゲイト城の図書館では「え」のタイトルの本を探していたところをレナに問われて誤魔化している。
光の戦士の中で彼だけは王族の血筋ではない。
光の戦士4人の中で唯一、プレイヤーが自由に名前を付けることができる。スーパーファミコン版では「バッツ」という名前は雑誌記事を除くとパッケージ裏の画面写真のみに掲載され、ゲーム内のデフォルト名は空欄で、説明書に掲載されている画面写真では一貫して「スクウェア」という名前となっている。フルネームは後に出版された公式ガイドブックで初めて明かされている。風のクリスタルの心を宿している。
ジョブチェンジ時の衣装は、シリーズを通してのイメージに近いオーソドックスなものが多い。
ステータス面では力と体力（体力はHPに影響を与える）が高いが、素早さと魔力は劣る。
北米版では名前のつづりが"Bartz"となっている。
漫画『チョコチョコボンボン』にも主人公として登場している。
レナ・シャルロット・タイクーン（Lenna Charlotte Tycoon）
声 - 川澄綾子
161cm 45kg
タイクーンの第二王女。タイクーン出身。19歳。タイクーン唯一の跡継ぎとして大切に育てられてきた。王女として何事にも負けない心の強さを秘めている。幼少の頃から剣のほどきを父タイクーン王より受け、母が死んでからは武術を習い、その腕前は護衛兵に劣らない。「この世の中には自分の大切なもの、時には自分自身ですらも犠牲にして守らねばならぬものがあるんですよ」王妃が、最後にレナへ託した言葉となる。
7年前、王妃は突然の奇病に倒れた。タイクーン国王やレナの看病の甲斐なく、病状はしだいに悪化していく。助ける方法は飛竜の舌を切って飲ませることだけだった。レナにとっては飛竜も大切にしており、亡き母との思い出として無上の愛を飛竜へ注ぐことにした。
父を追って城を飛び出し、その際に隕石の衝突で気を失っていたところをゴブリンに襲われ、助けられる形でバッツと出会う。
弱者に対する労わりを忘れない心優しい性格で、飛竜を友とする。飛竜を気遣うあまり自分の意志で毒草の生えた場所に足を踏み入れたり、人体に有害な飛竜草を自ら口にしたりと献身的な面も見せるが、その裏には病の床に伏した母を救えなかったことに対する後悔の念がある。また、王女でありながら武術にも精通している。水のクリスタルの心を宿している。
常に平和を第一とした父の遺志を継がねばならないと自覚しているがゆえ、エクスデスによってガラフたちの世界が危機に瀕していると知るや、もう戻って来れないかもしれない覚悟をもってしても、仲間と共に異世界へ向かう。
魔力は高い一方で力や体力が劣るという、バッツとは逆のステータス傾向がある。
ファリス・シェルヴィッツ（Faris Scherwiz） / サリサ・シュヴィール・タイクーン（Sarisa Scherwil Tycoon）
声 - 田中理恵
172cm 53kg
海賊集団の頭で、タイクーン出身。20歳。海賊として「女だとナメられる」という理由から普段は男装し、子分以外には女性であることを知られていない。一人称も「オレ」である。バッツたちからも当初は女性であることに気付かれておらず、ジョブでの姿もほとんどが男性的なものになっている。
幼少期に船の事故で海に落ちたところを海賊に助けられ、自分を拾った海賊に名を尋ねられた際に、幼さと海に落ちていたため体が冷えていて舌が回らず、「ファリファ」と言ったために「ファリス」と呼ばれて育てられた。ファリスの船がシルドラに襲われた時、単身で渦の中に飛び込み、シルドラを手なづけたことで凶暴ではなくなった。その後、海竜のシルドラを友とし、子分からも慕われるような海賊の長に成長した。子分から慕われ熱烈な支持を受けるのは美貌だけではなく、仲間を思う隠しようのない優しさに満ちた人柄でもある。
後にタイクーン王との再会によりファリスの出生が明かされ、実は幼少時に行方不明となったタイクーン王国第一王女でレナの姉の「サリサ」であったことが判明するが、その後も本名ではなく「ファリス」の名を引き続き使用している。しかしファリスの目の前でタイクーン王はエクスデスの攻撃によって無残にも命を落としてしまう。その後は、父の遺志を継ぎ平和のために戦おうと決断する。
登場当初は海賊船に忍び込んだバッツたちを縛りあげたが、レナが持っていたペンダントが自分のものと同じだとわかると一転して協力的になった。その後、レナとは姉妹であることが判明し、第二世界でのエクスデス戦後は妹と共にタイクーンに戻るが、王族の生活に興味を持てずバッツとクルルが城を出たのを機に追いかけてきて合流する。火のクリスタルの心を宿している。
ステータスのバランスが良い。
クルル・マイア・バルデシオン（Krile Mayer Baldesion）
声 - 田村ゆかり
154cm 40kg
後述するガラフの孫娘。バル出身。14歳。メインパーティ中最年少でとても純粋な心を持ち、モーグリやチョコボといった生き物の心や考えを読み取ることができることにも長けている。
作中ではレナと飛竜の間で互いの気持ちを伝えるなど、人間と動物の心をつなぐ豊かな感受性を持っている。また、種族や肩書きに差別意識がなく、レナのことを親しみをこめて「お姉ちゃん」と呼んだりと、他のパーティメンバーを兄や姉のように見ている節がある。
両親は自分が生まれてすぐに、飛竜を捜しにグロシアーナ砂漠に入って行方不明になったため、祖父ガラフに育てられる。前半のシナリオの山場で登場し（厳密には序盤に彼女の幻影は登場している）、しばらくは戦闘に参加せずにバッツたちをサポートしていた。
ガラフの死後はその力を引き継ぎ、バッツたちの仲間に加わる。素早さに優れて魔力も高いが、力や体力は劣る。土のクリスタルの心を宿している。ガラフからは、大切なもののためには危険を顧みることがないという生き方を学んだ。
戦闘不能者が一人もいない状態で最終決戦を終えた場合、エンディングで語り部として登場する。

### 暁の四戦士
30年前にエクスデスと戦った4人の戦士たち。全員「すっぴん」で「ジョブ」は身につけていない。エクスデスを追って異世界（第1世界）に渡り、そこにエクスデスを封印した。物語開始時点においてすでにドルガンは病死しており残りの3人は生存しているが、ストーリーを進めていくと最終的には全員が死亡する。その後の最終決戦では4人の魂が集結し、エクスデスの「無」を無力化し援護した。なお、4人のうちガラフのみは操作可能である。
ドルガン・クラウザー（Dorgann Klauser）
声 - てらそままさき
170cm 59kg
バッツの父で、暁の四戦士のリーダー的存在。バッツからは「おやじ」と呼ばれている。
すべての魔術を極めた魔道士であり、剣術に関しても達人クラスの腕前を誇る。かつてエクスデスを封印した際、自分たちの世界の脅威を異世界に封じることに反対し、封印の見張り役として異世界に残った。後にその世界でステラと結婚し、バッツが生まれた。人里離れたリックスの村で、妻と息子の3人で暮らしていたが、彼は時々一人旅に出ることが多かった。
ステラが持病を悪化させ先立って以降は息子と旅を共にしていたが、自身も作中の3年前に51歳で病死する。
出身地は第二世界のルゴルの村だが、そこではドルガンに関する話は特に聞けない。また残りの3人は王族や村の長だがドルガンだけ平民の出である（これは息子のバッツも同様）。
ガラフ・ドウ（Galuf Doe） / ガラフ・ハルム・バルデシオン（Galuf Halm Baldesion）
声 - 中博史
168cm 64kg
記憶喪失の謎の老人。60歳。誰よりも平和を愛する勇敢な戦士。
登場時点では記憶を失っているため正体は分からないが、ストーリーの進行に合わせて次第に記憶が戻る。隕石に乗って第2世界から第1世界へやってくる際に隕石の着地に失敗し、外へ放り出されて頭を強く打ったことが原因で記憶喪失になったことが判明する。エクスデスが復活して目の前に姿を現すと記憶を完全に取り戻す。そしてバッツたちとは別の世界の住人であることが、さらにバル城の城主、すなわち王であることも判明する。ただし、本人は王と呼ばれるのはあまり性に合わないとのことである。
ムーアの大森林の長老の木の内部で、絶体絶命となったバッツたちを守るために満身創痍ながらクリスタルの力を借りて単身エクスデスに挑み、相打ちとなりながらも自分の力を孫であるクルルに授けて命を落とす。
記憶を失っていた時に名乗る「ガラフ・ドウ」という仮の名は、John DoeやJane Doeなどのいわゆる名無しを表す言葉から採られている。
ステータスでは力と体力が高く素早さや魔力は劣る、バッツと似た傾向がある。
ゼザ・マティアス・サーゲイト（Zezae Matias Surgate）
声 - 菅生隆之
177cm 69kg
サーゲイト城の城主。58歳。冷静沈着な性格から「氷のゼザ」の異名を持つ。
ガラフ同様に王と呼ばれるのはどうも性に合わないと語り、バッツたちとの初対面時は「剣士ゼザ」と名乗った。船団を有するだけでなく、海中を自由に移動できる潜水艇を所有している。
バリアの塔で自らが犠牲となるのを承知で動力装置をダウンさせ、バッツたちにアンテナを破壊させたあと、行き場を失った余剰エネルギーの爆発に巻き込まれて命を落とす。
遺言に遺した「後で必ず助けに行く」という言葉の通り、仲間たちと共に最終決戦に駆けつけ無の力を抑え込んだ。
北米版では名前の綴りが"Xezat"となっている。
ケルガー・ヴロンデット（Kelger Vlondett）
声 - 金尾哲夫
174cm 52kg
ウェアウルフの村・ケルブの村長。63歳。バッツ一行が到着した時には既に病を患っており療養中であるが、バッツたちとの初対面時では彼らがクリスタルを砕いてエクスデスを復活させたと誤解し、バッツに1対1の勝負を挑んでいる。
誤解が解けた後は村の北にある飛竜の谷への門を開けてくれる。
その後の経緯は不明だが悪化して病床に伏せてしまうが、エクスデス城の幻の前に立ち往生しているバッツたちを救うべく、自分の命と引き換えに幻を打ち破り、村のウェアウルフたちに看取られ死去した。暁の四戦士の中で最後の死亡者となる。
残像による分身を使った秘技「ルパインアタック」はドルガンに破られるまでは無敗を誇っていた（上記の勝負の際にバッツもこれを破っている）。

### その他の登場人物
アレクサンダー・ハイウィンド・タイクーン（Alexander Highwind Tycoon）
レナとファリス（サリサ）の父親。タイクーン3代目の王。風の異変に気づいて風の神殿へと向かうが、クリスタルの力が弱まったことで封印が解けかけていたエクスデスに操られ、行方不明となる。
その後、土のクリスタルを砕くため暗躍し、土のクリスタルが砕けた後はエクスデスの魔力によって狂わされたクリスタルのかけらを取り戻すも、死に際に2人の娘と未来をバッツに託して命を落とす。その後は一つの魂として最終決戦に現れ、1人で無を消し去るほどの力を見せた。右に出る者はいないと言われるほどの名剣士だが、先代王とは対照的に争い事は好まない。タイクーンは軍事国家だったが3代目になってからは平和な国へと変わった。
元々は竜騎士であったという。ミドルネームのハイウィンドとは、竜騎士に与えられる最高の称号。
ウォルス王
民衆のために力を使う優しい人柄として信頼を得ている人物で、レナとは幼い頃からの知り合い。レナから「水のクリスタルの力を増幅させるのを止めてほしい」と頼まれるが、「風のクリスタルと同じように、水のクリスタルが砕け散るとは限らない。クリスタルの力の増幅を止めることに、民衆は反対するだろう」と、あくまで聞き入れない姿勢でいた。交渉の半ば、ウォルスの塔付近に隕石が落下したという報告を受け、兵を集めて自らもウォルスの塔へ向かうことを決意。去り際に「レナ姫よ、クリスタルについては後でもう一度話し合おう」と言い残すが、ウォルスの塔でガルラとの戦闘により負傷する。クリスタルが砕け散ったことで、水がにごりはじめる事態となり、ようやく事の重大さに気付く。
シド・プリヴィア（Cid Previa）
声 - 石川ひろあき
170cm 60kg
カルナックの技術発展に貢献した学者。富や栄光など求めず、毎日研究に没頭している。シドの国カルナックでは功績への称讃として彼に専用の施設を与えている。
クリスタルの力を増幅する装置を発明したが、クリスタルの力の限界を悟り諫言したことから女王の怒りを買う。クリスタルが砕け散る原因を作った上、それを阻止できなかったことで完全に打ちひしがれてしまうが、バッツたちと孫のミドの励ましによって元気を取り戻す。その後はミドと二人で古代図書館の古文書の解読や、火力船、飛空艇の整備、改造を一手に引き受け裏からバッツたちの旅を助けている。
スーパーファミコン版の一部の攻略本では「シド・プレビア」という表記も見られる。
ミド・プリヴィア（Mid Previa）
声 - 小桜エツ子
シドの孫で、外で遊ぶことより本を読むことが好きな少年。好奇心旺盛でシドの研究を見るのが好き。
母は技術者の父に愛想をつかして家を出て行き、父は実験中の事故で亡くなったためシドが唯一の肉親故にシドを「おじいちゃん」と慕う一方、師として尊敬もしている。シドが自暴自棄になる姿を見るのは耐えられないものだった。その研究熱心さはシド譲りで、集中して本を読んでいると後ろで戦闘が起きていても気付かないほどである。
シドと共に火力船、飛空艇の整備、潜水艦への改造を引き受ける。
賢者ギード
齢700歳の亀の姿をした賢者。500年前に生まれたエクスデスを一度封印している。バッツの世界のクリスタルが砕け散ることも予言していた。エクスデスを倒すために、伝説の十二の武器の封印を解くよう助言する。
見た目とは裏腹に人型形態のエクスデスと互角に戦うほどの実力を持つが、ひっくり返ってしまうと1人で起き上がれないという弱点がある。
ボコ（Boco）
声 - 花澤香菜
雄のチョコボ。バッツが1人で旅していた時に乗っていた、バッツのよき友。
海賊船を入手した後に足を負傷し、海賊に保護され海賊のアジトで療養する。世界が一つとなりバッツたちと再会したときには怪我も治っており、再び乗れるようになる。
蜃気楼の町に、チョコボに乗って世界を一周するといいものをあげると言っている人物がおり、ボコに乗って世界一周をしたあとその人と話すとミラージュベストという防具が手に入る。また魔法のランプの隠し場所にも行ける。
漫画『チョコチョコボンボン』ではバッツと共に主人公として登場。非常に大食いでボケをかますキャラクターとなっている。
ココ（Coco）
雌のチョコボ。乗ることはできないがボコとつがいになる。また、エンディングではボコとの間に子供が生まれている。
シルドラ（Syldra）
ファリスの親友である海竜で、体長は30メートルを超える。
以前は渦を巻き起こしては船を襲う、近くの海域を荒らす悪竜だったが、ファリスと出会ったことで親友になり、海賊船を牽引して活躍するようになった。
その後はトルナ運河の魔物に捕らえられて一時行方不明になるが、沈むウォルスの塔にバッツたちが巻き込まれる寸前に現れ、バッツたちを助けて力尽きる。その後、魂はとある場所でバッツたちを待ち続けており、バッツたちと出会うと召喚獣となる。
イベントでは巨大な頭部だけだが、召喚の際に全体像が判明する。
タイクーン城の飛竜
バッツたちの世界で唯一の飛竜。
オープニングでタイクーン王を乗せた後に王共々行方不明になるが、北の山で怪我しているところをバッツたちに発見される。その後は乗用として使用可能となり、低空で飛ぶことができるが山は越えられない。
無の力によりタイクーン城が消滅した際に巻き込まれたレナを救出するも、レナが魔物メリュジーヌに操られており、その支配を解くため捨て身の攻撃を行って瀕死の重傷を負う。その後、残された僅かの余命の中、レナの役に立ちたい思いから、バッツたちの目の前でフェニックスの塔の頂上より身を投げて絶命し、その魂は召喚獣フェニックスとなる。
バル城の飛竜
ガラフたちの世界で唯一の飛竜。飛竜を回復させる飛竜草が魔物化したために絶滅の危機に瀕している。
飛竜草を食べさせて回復させたあとは乗用として使用可能で、能力はタイクーン城の飛竜と同じ。世界が一つになったあとはバル城に戻っているが、話しかけることで再び乗ることができるようになる。ストーリーを進めても離別・死別することがなく、終盤でも乗用可能。
最終決戦後にはバッツたちを無の世界から救い出すべく駆けつけ、そのままエンディングにも登場した。
黒チョコボ
空を飛ぶチョコボ。黒チョコボという名だが、見た目は紫色をしている。非常に臆病な性格である。飛竜より高く飛ぶことが可能で、低い山であれば越えることができるが、高い山は越えられない。また森に完全に適応したチョコボなので、森にしか降りることができない。飛竜や飛空艇は森に着陸できないため、黒チョコボでしか行けない場所もある。
ステラ
ドルガンの妻でバッツの母。リックスの村に住んでいたが持病を抱えており、それにもかかわらず無理を重ねた結果、バッツが3歳の時に病状を悪化させて亡くなる。村の墓に眠る。
ジェニカ
タイクーン城に勤める女性。サリサ（ファリス）とレナが子どもの頃から面倒をみており、初歩的な魔法を教えてきた。彼女の会話にてレナの姉（サリサ）の存在が明かされる。
ゾック
トゥールの村に住む老人で、レナの知人。トルナ運河を通行するのに必要な鍵を所有している。当初はレナの身を案じて鍵を無くしたと嘘をついていたが、後にバッツとの会話で心中を明かし彼に鍵を託した。
カルナック女王
火のクリスタルの力により繁栄を遂げたカルナックの女王。レナは彼女のことを知っていたようだが、女王はバッツたちを魔物の仲間と決めつけ投獄している。実はエクスデスに操られており、クリスタルを破壊しようとし、反対するシドを投獄して火のクリスタルの力を増幅させ続けていた。バッツたちに助けられるが、その後はずっと昏睡状態となってしまう。
ラリボー
大海溝の洞窟の中に、5人で王国を築いたドワーフの1人。世界を一周するために西へ長いトンネルを掘り続けているが、途中で地鳴りがするのを感じ取り、間を置いている。
ツース
ウェアウルフで、ウェアウルフの村・ケルブ出身。
火のクリスタルを守るため隕石に乗ってバッツたちの世界にやって来たが、カルナックの人々からは容姿だけで危険人物と決めつけられ、攻撃されるため話し合いもできなかった。火力船にてクリスタルが砕ける際の炎に巻き込まれ死亡する。その際にバッツたちに対して他のクリスタルを守るように言い残している。
ガラフとは知り合いだったようだが、この時点では記憶を失ったままのため関係は不明だった。後にケルブの村にいる彼の兄から名前が判明する。

### エクスデスとその配下
エクスデス（Exdeath）
声 - 石田太郎（『ディシディア ファイナルファンタジー』『ディシディア デュオデシム ファイナルファンタジー』）→楠見尚己（『ディシディア ファイナルファンタジー〈アーケード版〉』以降）
本作の黒幕。かつて存在した「無の力」を求めて暗躍したために封印されていた暗黒魔道士。正体はムーアの大森林に封印された4つのクリスタルの力が邪悪な意思を引き付け、それらが集まって1本の樹に宿って人の形を取るようになったもの。人間たちによるクリスタルの酷使が原因で闇の力を取り戻し、各地の人の心を支配してクリスタルを破壊し復活を果たす。元が樹齢1000年以上の樹だったため、植物の生命力を持ち、限りなく不死に近い。
次元の狭間や無の力についての知識があり、無の力を手中に収め、世界征服を目論む。二つの世界のクリスタルを破壊することで、分かたれていた世界を元へ戻し、次元の狭間の入り口を出現させた。手始めに次元の狭間の魔物たちを従え、バッツたちへの刺客として差し向ける。終盤で無の力を手中に収め、本来の樹木の姿に戻り無の力でバッツたちを飲み込むも、暁の戦士たちの魂やタイクーン王の魂によって無の力を無効化される。自らの力でバッツたちを倒すべく死闘を演じるが、操っていた無の力が突如暴走して飲み込まれた。
ネオエクスデス（Neo-Exdeath）
本作の最終ボス。バッツたちとの最終決戦の最中に、突如暴走した無の力がエクスデスを飲み込んで生まれた存在。全ての記憶、全ての存在、全ての次元を消し、そして、自らも消えることを望み、全てを無にしようと手始めにバッツたちに襲い掛かる。
様々なモンスターと融合したような姿で画面の半分以上を占める大きさを誇る。4つのパーツに分かれていて、それぞれがターンごとに特殊な攻撃を使う。固有の攻撃はプレイヤー全体をランダムな状態異常にする「グランドクロス」とパーティメンバー全員にHPダメージ+スリップの「アルマゲスト」である。
ギルガメッシュ（Gilgamesh）
声 - 中井和哉
エクスデス親衛隊長。人情に厚く粗野で人間臭い台詞や振る舞いが多く、ドジな一面があり悪役に徹しきれないどこか憎めない性格である。攻略本に「魔法は余り得意としていない」と書かれているが、実際の戦闘では高い攻撃力と多彩な青魔法を中心としたトリッキーな戦法を得意としている。何度もバッツたちの前にボスとして立ちはだかり、戦いを通じてライバルと認める。特にバッツを強くライバル視しており、一騎討ちがしたかったと述べている。3回目の戦闘以後、最強の防具である源氏シリーズを盗める。当初は通常の人型だったが四戦目の途中からは複数の腕を持つ姿に変身する。
エクスカリバー（Excalibur）の偽物であるエクスカリパー（Excalipur）で攻撃する間抜けさと度重なる失態に失望したエクスデスにより時空魔法デジョンで次元の狭間に送られてしまう。その後、次元の狭間の最深部ラストフロアで再会し、バッツたちをモンスターと勘違いして襲い掛かって来るが誤解が解けて戦闘終了となる。その時は戦意を無くして立ち去って行くが、最終的にはエクスデス戦前のセーブポイントを守っているモンスター・ネクロフォビアとの戦いで危機に陥るバッツたちを救出するために駆け付けて自爆する最期を遂げた。自爆する前には各キャラクターに向けて台詞を述べる。
エクスデス城での戦闘イベントを起こさないと次元の狭間に出現しなくなる。またこの時の戦闘で倒してしまっても出現しなくなる。
『ファイナルファンタジーVIII』にも登場しており、敵キャラクターをバッツと誤認する形で手を貸している。
エンキドウ
ギルガメッシュの相棒で、緑の肌をしたモンスター。ギルガメッシュと共にゼザの船団に攻め込みゼザと交戦するが、バッツたちと戦うギルガメッシュの援護に駆けつける。戦闘では後方に立ちホワイトウインドで回復を、かまいたちや超音波など多彩な攻撃を行う。
先にエンキドウを倒すとギルガメッシュが「置き去りにして逃げた」と誤解し、逃走してしまう。エンキドウが来る前にギルガメッシュを倒すか、先にエンキドウを倒してからギルガメッシュを倒した場合も同じ展開となる。
アトモス
エクスデス城を覆うバリアを形成するバリアの塔を守護していたモンスター。バッツたちが最上階のアンテナを破壊しようとすると突然現れ襲い掛かってくる。戦闘ではコメットを連発し、戦闘不能になったキャラクターをワームホールにて吸い込んでしまう。アトモスが倒された後はアンテナは破壊され、バリアも破られたがその犠牲としてゼザは帰らぬ人となった。
後のシリーズ（『ファイナルファンタジーIX』）では召喚獣（幻獣）として登場している。
アブダクター
エクスデスの配下のモンスターで、別個体が多数存在する。初登場はバッツ、レナ、ファリスの3名が第二世界に来た際に拉致するべく現れた時。他にはケルブの村に向かうバッツたちの前に現れたり、エクスデス城の警護などについている。エンキドウの色違い。
ビブロス
第一世界の古代図書館にて登場するモンスター。エクスデスの配下であり、バッツたちを始末するべく現れる。バッツたちに敗れ、いずれエクスデスが復活する旨の台詞を残して消滅した。
30年前は、風の神殿の周辺で暴れていたという。弱点以外の属性は全て吸収する。

#### 次元の狭間の魔物
1000年前に「無」の力と共に封印されたエヌオー配下の魔物たち。エクスデスが無の力を掌握してからはその配下となった。第3世界における主要な敵対勢力であり、バッツたちの行く先々に刺客として現れる。
メリュジーヌ
最初の刺客。全裸の美女の姿をしており、4体の蛇の魔物を従えている。ピラミッドから第一の封印の石板を回収し、古代図書館に向かうバッツたちの前に現れる。当初は次元の狭間から脱出してきたレナに憑依しており、レナを人質にバッツたちを追い詰めるが飛竜の捨て身の攻撃により分離した。ファイガ、ブリザガ、サンダガといった魔法で攻撃するほか、その美貌を活かし「誘惑」で混乱状態にする。また、「バリアチェンジ」で弱点や吸収する属性を変える。
ストーカー
孤島の神殿で第二の封印の石板を手にしたバッツたちの前に現るモンスター。バッツたちを見て「ただの女子供か！」と見くびる。4体に分身し、偽物のストーカーを攻撃するとブレイズで反撃してくる。本物のストーカーを倒すと、残りの偽物も自滅する。
トライトン、ネレゲイド、フォーボス
大海溝で第三の封印の石板を手にしたバッツたちの前に現れる三匹のモンスター。いずれもアンデッドで、異常に大きい頭が特徴。口癖は3匹ともに「ぶい、ぶい」である。全員一度に倒さないと残ったモンスターが仲間を復活させてしまうという特徴を持つ。またプレイヤー1人を石化する「デルタアタック」を使用する。なお、色はトライトンが赤で炎系の攻撃、ネレゲイドが青紫で冷気系の攻撃、フォーボスが緑で毒系の攻撃を得意とする。倒せば最強の時空魔法メテオを入手できる。
魔物（名称不明）
イストリーの滝で第四の石板を手にしたバッツたちの前に現れるモンスター。しかし突如として現れたリバイアサンによって瞬殺されバッツたちとは戦うことなく最期を迎えた。イベントでは、自らエクスデスに志願してバッツたちの討伐を申し出ている。
『ファイナルファンタジー レコードキーパー』では雑魚モンスターであるオワゾーラールと同型の姿で登場している。
カロフィステリ
次元の狭間にある次元の森を守護するモンスターで、次元の狭間内で最初に戦うことになる刺客。青い肌をした女性の姿をしており、緑の巨大な宝珠のような物を抱えている。自らにリフレクを掛けて魔法を反射させて攻撃する、逆にリフレクが掛かった相手に回復や補助魔法を掛けて自らを強化する他、ドレインなどといった反射しない魔法も使う。
アパンダ
次元の洞窟深部にある図書室で待ち受ける、ビブロスの色違いのモンスター。次元城へと通じるスイッチとなる本の内部に潜んでおり、本を調べるといきなり襲い掛かってくる。イフリートに対して恐怖心を抱いており、アパンダにイフリートで攻撃すると「イフリート こわいよー」と怯え出し、背中を向けて無防備状態になる情けない一面を見せる。
アルテ ロイテ
次元城の室内を徘徊している老魔道士たち。普段は通常攻撃と対象を戦闘から除外するサークルを使い、ある程度ダメージを与えるとジュラエイビスに変身する。変身前は金の針を使うと「ツボに効くわい」と喜ぶ。なお、ジュラエイビスの時の弱点はオーディンの「斬鉄剣」。
アポカリョープス
次元城の牢獄のセーブポイントを守っているモンスター。話しかけるとバッツたちに光の戦士か否か尋ね、「はい」を選ぶといきなり襲い掛かってくる。様々な青魔法を使うほか、こちらが一部の青魔法で攻撃するとラーニングして同じ青魔法を使って反撃してくる。毒の攻撃が弱点。
カタストロフィー
次元城の牢獄の奥を守護している黒い一つ目のモンスター。地震攻撃の「アースシェイカー」を使用し、バッツたちがレビテト状態になると真っ先に「重力100」をかけ解除する。他に「悪魔の瞳」も使う。
ハリカルナッソス
次元城の主。性別は女性で当初は人間の女性に化けて囚われの身を装い、カタストロフィーを倒したバッツに迫り、バッツたちを逃がさないための処置として呪いのキスをして立ち去っていく。王座にて正体を現しバッツたちに戦いを挑む。
ツインタニア
次元城に登場する刺客。次元城からラストフロアへの通路を守護しており、メガフレアよりも強力なギガフレアを使用してくる。この他にも、「メガフレア」、「かまいたち」、「ふぶき」、「タイダルウエイブ」、「アトミックレイ」なども使う。
ギガフレアのためのパワーアップ状態になると一時的に各種耐性が弱体化し、この間に「斬鉄剣」で倒すことも可能となる。
ネクロフォビア
次元の狭間に登場する最後の刺客。ラストフロアにある最後のセーブポイントを守護しており、常時リフレク状態の四つのバリアによる無敵状態でバッツたちに襲い掛かってくる。当初ネクロフォビア自身は行動せず、攻撃魔法を反射してくるバリアをすべて倒すとネクロフォビアへダメージを与えることが可能になり、ネクロフォビアは通常攻撃以外にも「デス」、「ハリケーン」、「真空波」で攻撃してくる。ある程度ネクロフォビアのHPを一定以下にすると、ネクロフォビアとの交戦中に苦戦していたバッツたちを助けにギルガメッシュが応援に駆け付けて来る。
最終的にはギルガメッシュの自爆でギルガメッシュ共々死亡するが、ギルガメッシュをMPを0にして自爆できなかった場合はバトルが強制終了する。ギルガメッシュが駆けつける前にネクロフォビアを倒すことも可能であり、その場合には「エ…エク……!!」と言い残して死亡する。

### 敵キャラクター
その他のボスモンスターたち。なお、エクスデスや次元の狭間の魔物との関連性は不明。
ウィングラプター
風の神殿に登場する最初のボス。巨大な怪鳥で、「ブレスウィング」で全員にダメージを与えてくるほか、翼を閉じて防御・反撃態勢にする。
カーラボス
トルナ運河に封印されていたモンスター。海老とサソリが合わさったような姿をした甲殻類のような魔物で、「触手」や「テールスクリュー」を使ってくる。雷に弱い。
セイレーン
船の墓場のボス。漂流船を引きよせ船員をアンデッドに変えていた張本人。見た目は美女の姿をしているが自身もアンデッドに変化するモンスター。バッツたちに近親者の幻影を見せ、術中に引きずり込んでから魂を奪い取ろうとしたが、記憶を失っていた当時のガラフには通じなかった。アンデッド時は炎に弱い。
マギサ
北の山のボス。高く売れそうな動物やモンスターの皮や角を狙って世界を渡り歩く密猟者。鞭を持った美女の姿であるが、下卑た笑い方をする卑劣な魔獣使い（戦闘では攻撃・補助魔法を行う）。飛竜が北の山に飛んできたという情報を聞き、価値の高い角を奪い取るべく現れる。レナがタイクーンの王女だと知ると不意打ちを仕掛け、ダンナへの手土産に連れ去ろうとしたがファリスの妨害により失敗に終わる。HPが少なくなると夫のフォルツァを呼ぶ。
フォルツァ
マギサの夫。屈強な体格の男性。マギサのHPをある程度削ると出現する。タックルによる物理攻撃が得意。なお、先にフォルツァを倒してもマギサがいる限り何度でも出現する。
ガルラ
ウォルスの塔に登場する、耳のない赤い体毛を生やした巨大な象のモンスター。突進攻撃が得意。なお、ガルラは元々おとなしく絶対に人に攻撃をしかけたりしない無害なモンスターだったが、隕石が落下した後から突然暴れだすようになった。
リクイドフレイム
火力船のボス。燃え盛る炎のモンスターで戦闘開始後は人型の状態だが、攻撃を受けると渦型や手形に姿を変え、その後もダメージを受けるたびに変形してくる。渦型時には自分にファイラをかけてHPを回復する。手形の時は魔法が通用しない。氷に弱い。
アイアンクロー
カルナックの「軍曹」に化けていた賞金稼ぎ。正体を現すとデスクローを使ってくる。爆発間近となったカルナック城から脱出するバッツたちの前に立ちふさがる。
サンドウォーム
流砂の砂漠に登場の中ボス。巨大な芋虫のようなモンスターで3つの穴を自由に行き来するため、なかなか攻撃が当てづらい。スリップ効果のある流砂を使うが、水の攻撃に弱い。
ソル カノン
ロンカ遺跡外部で遺跡を守る砲台。7ターン後になると、波動砲を発射して攻撃する。2体のランチャーを伴って出現する。雷に弱い。
アルケオエイビス
ロンカ遺跡のボス。ダメージを与える度に形態が変化し、ブレスウイング、ブレイズ、稲妻、炎を使う。
ピュロボロス
6体で現れるボムの変異種。バッツたちがウォルスの隕石から帰る間際に突如上から出現する。通常の物理攻撃の他、クリティカルや自爆を用い、召喚魔法のカウンターで自身にケアルラ、さらに倒されると全体にアレイズを使う。
ひりゅうそう（飛竜草）
飛竜の谷のボス。飛竜の治療に用いられる飛竜草が魔物化したもので、作中では第二世界における飛竜の絶滅原因ではないかと推察されている。飛竜花を最大5輪まで増殖し、飛竜花は何度倒しても増殖する。飛竜花から放つ花粉は、混乱の効果のある錯乱の花粉、毒の効果のある猛毒の花粉、麻痺の効果のある呪縛の花粉、暗闇の効果のある暗闇の花粉、老化状態にする白髪の花粉といった能力を身に着けている。
ミノタウロス
フォークタワーの右の力の塔のボス。物理攻撃が強力。死に際に最強の白魔法ホーリーを使うが、MPが0のため不発に終わる。倒すと究極の白魔法ホーリーが手に入る。
すべてをしるもの（全てを知る者）
フォークタワーの左の魔の塔のボス。数多くの白魔法、黒魔法、時空魔法を使う。物理攻撃を当てると強制的に「リターン」を使って戦闘開始時に戻すため、魔法攻撃で戦わなければならない。最初からプロテスやシェルといった補助魔法効果が掛かっており（ディスペルで解除可能）、HPが少なくなるとより強力な魔法を使ってくる。倒すと最強の黒魔法フレアが手に入る。風に弱い。

### 強敵
以下に挙げるのは、明確に「プレイヤーにとっての腕試し」を目的に設定されたモンスターである。これらは同時期に出現する他の敵（ボス含む）に比べて桁違いな強さを持つ。ストーリーに関与しないので必ずしも戦わなくてもよい。次元のはざまの特定の場所に存在しているオメガとしんりゅう（神竜）は、ラストボスを越える高い戦闘能力を持つ。
ギルガメ
第二世界のみ出現。ガラフたちの世界で、バル城近くにある洞窟にいる亀のモンスター。この洞窟には一歩進むごとに10ギル、20ギル、40ギル……と拾うごとに獲得金が指数関数的に増加していく場所があるが、そこに出現する。その区域ではランダムエンカウントとなり、一回倒しても奥へ進もうとすると何度でも出現する。能力自体はエクスデス城で戦うエクスデスを上回っている。弱点以外の属性は全て吸収する。
第3世界に突入するとそれ以降会う機会はなくなるが、GBA版ではEXダンジョンで登場する。
オメガ
1000年前、天から現われた謎の機械兵器。エヌオーを倒した当時の勇者たちでもかなわず、次元の狭間に閉じ込めて封印した。現在は次元の狭間をさまよっている。正体は1000年前にロンカ文明が生み出した機械兵器。
相手が敵意を持っていなくても無差別に攻撃を仕掛ける性質を持つ。戦闘に入ると逃げられないが、姿が見えているので避けることは可能である。倒すと「オメガの勲章」が手に入る（アイテムとしての効力はない）。
GBA版には本編クリアー後に入れるEXダンジョンのあるフロアで6体ほど徘徊している。こちらは戦闘になっても逃走可能。
異常なまでの防御力と素早さを誇り、多彩な全体攻撃やカウンターが非常にやっかいな難敵である。
しんりゅう（神竜）
1000年前、天から現われたオメガを追ってきた謎の竜。エヌオーを倒した当時の勇者たちでもかなわず、次元のはざまに閉じ込めて封印した。
現在は宝箱の中で最強の騎士剣「ラグナロク」を守っている。倒すとラグナロクだけでなく、「竜の紋章」（アイテムとしての効果はない）も手に入る。戦闘中に逃げることが可能。
物理・魔法ともに圧倒的な攻撃能力と素早さを誇る。戦闘開始直後に放つタイダルウエイブなど攻撃の種類は多彩で、その大半がパーティを一撃で壊滅させる力を持つ。
オメガ同様、後のシリーズでも何度か登場している。
ものまねし（師） ゴゴ

第3世界、海底に水没したウォルスの塔の最下部（第1世界で塔に入った時とは異なり、第3世界では上層から下層に進む形である）にいる。水のクリスタルが砕け散った際にバッツたちが回収できなかった1つのかけらを奪われまいとして、占有している。勝利すると、そのかけらにより「ものまね師」のジョブが得られる。
圧倒的な攻撃能力を持ち、基本的には一切手出しをせずこちらの行動を真似して反撃してくる。勝利するには彼のすることを真似する必要がある（何もしなければ3分ほどで戦闘終了となる）。
実はカーウェンの町にもNPCとして登場している。第三世界で女性に話しかけると「私って綺麗？」と質問されるので「はい」を選ぶと先頭のキャラクターに化け、ものまねを披露して立ち去って行くというもの。第一世界にもこの女性はいるが話しかけてもウォルスの情報を話すだけとなっている。
マジックポット
フェニックスの塔にある複数の壺の中に居るモンスター。通常時は自分のHPを回復しながらエリクサーを要求してくるだけで、特に攻撃はしてこない。エリクサーを何回か与えると逃走し、大量のABPを獲得できる。
戦闘中に逃げることも可能。
圧倒的な体力・防御力・回復力を持ち、エリクサーを与えずに無理やり倒そうとするには高度な戦術を要する。

#### GBA版とHD Remake版追加ボス
GBA版の追加ボスは他のGBAリメイク版の追加ボスと異なり、一度倒すと再戦は不可能（アルケオデーモンのみ別の手段で再戦は可能）。エヌオーを除き、戦闘BGMはいずれもエクスデス戦と同じBGMが流れる。
グランエイビス
エイビス系の魔物。戦闘前は石化していて、イベントで石化を治す必要がある。何度でも復活するお供に回復を担当させ、自分は状態異常にする技を多用する。
アルケオデーモン
牢に閉じ込められていた魔物。外見からはわからないがアンデッドで、こちらの通常攻撃でダメージを与えるとデスを自分に使用して、全回復するという行動パターンを持つ。
本編ボスで構成された亡者の巣窟において、追加ボスの中でこのモンスターのみ登場している。ツインタニアの色違い。
オメガ かい（改）
オメガの強化版。
神竜改に比べると劣るが、それでもGBA版中屈指の難敵。最初の弱点は雷属性だが、バリアチェンジで弱点を変化させる。
しんりゅう かい（神竜 改）
神竜の強化版。
より多彩な攻撃手段、乱れうち対策、一定間隔で無敵になる、特定の方法で倒すと瞬時に復活するなど大幅に強化されている。
ガーディアン
エヌオーのいるフロアの前にいる魔物。パーツが細かく分かれており、それらを全て破壊しなければダメージを与えられない。ソル カノンの色違い。
エヌオー（Enuo）
1000年前に自身の作り出した「無」の力を操り、世界を我が物にしようとした暗黒魔道士。不死身であり、多くの魔物を率いて封印城クーザーの12の武器を持つ勇者たちと戦って敗れた。本作で無の力を完璧に操ることができる唯一の存在。不死身を失うことを代償に無の力を呼び起こして手にしたが、最期は無の力に飲み込まれて消滅したと伝えられる。エヌオー消滅後も無の力は消えず世界を飲み込み続けたため、勇者たちは4つのクリスタルをそれぞれ2つに割って世界を2つに分け、その間（後の「次元の狭間」）に無の力とエヌオー配下の魔物たちを封じた。
SFC版とPS版とピクセルリマスター版では名前しか登場しないが、GBA版とiOS版ではエクストラダンジョンの最深部で隠しボスとして登場。デザインは野村哲也によって新たに描き下ろされたもの。

ネオエクスデスを倒した後にエクストラダンジョンの最奥にて戦うことができる。戦闘BGMはラストボス戦と同じBGMが流れる。倒すとジョブ・ネクロマンサーが手に入る。

## 他機種版

### 各機種への移植略歴
1998年にはコンビニエンスストア流通向けのプレイステーション（PS）版が発売され、1999年には、『ファイナルファンタジーIV』と『ファイナルファンタジーVI』をセットにした『ファイナルファンタジーコレクション』として一般流通で販売された。また、ゲームボーイアドバンス（GBA）版『ファイナルファンタジーV アドバンス』が2006年10月12日に発売されている。
2012年12月18日にネット限定販売で、『FFI』から『FFXIII』までのナンバリングソフト（『FFI』・『FFII』・『FFIV』〜『FFIX』はPS、『FFIII』はPSP、『FFX』〜『FFXII』はPS2、『FFXIII』はPS3）、およびFF25周年記念CDやレプリカなどの限定アイテムをセットにした特別パッケージ『ファイナルファンタジー 25th アニバーサリー アルティメットボックス』（FINAL FANTASY 25th ANNIVERSARY ULTIMATE BOX）が発売された。
2011年1月18日からWiiのバーチャルコンソールでSFC版が、同年4月6日からゲームアーカイブス（PS3・PSP）でPS版が配信開始された。2013年3月28日よりiOS（iPhone/iPod touch/iPad）版が、2013年9月26日よりAndroid版が配信開始され、2014年3月26日からはWii UのバーチャルコンソールでSFC版が、2017年8月23日からはNewニンテンドー3DSのバーチャルコンソールでSFC版が配信された。

### 一覧
| No. | タイトル                           | 発売日                                     | 対応機種                           | 開発元                              | 発売元                        | メディア                              | 型式                                   | 備考 | Ref.                        |
| --- | ---------------------------------- | ------------------------------------------ | ---------------------------------- | ----------------------------------- | ----------------------------- | ------------------------------------- | -------------------------------------- | --- | --------------------------- |
| 1   | ファイナルファンタジーV            | 1998年3月19日                              | PlayStation                        | トーセ                              | スクウェア                    | CD-ROM                                | SLPM-86081                             | |                             |
| 2   | ファイナルファンタジーV アドバンス | 2006年10月12日 2006年11月6日 2007年4月13日 | ゲームボーイアドバンス             | トーセ                              | スクウェア・エニックス 任天堂 | ロムカセット                          | AGB-BZ5J-JPN AGB-BZ5E-USA AGB-BZ5P-EUR | | [ 27 ]                      |
| 3   | ファイナルファンタジーV            | 2011年1月18日                              | Wii                                | スクウェア                          | スクウェア・エニックス        | ダウンロード （バーチャルコンソール） | -                                      | スーパーファミコン版の移植                                                                                             | [ 28 ] [ 29 ]               |
| 4   | ファイナルファンタジーV            | 2011年4月6日 2011年11月22日                | PlayStation 3 PlayStation Portable | トーセ                              | スクウェア・エニックス        | ダウンロード （ゲームアーカイブス）   | -                                      | PlayStation版の移植 | [ 30 ] [ 31 ] [ 32 ]        |
| 5   | ファイナルファンタジーV            | 2012年8月28日                              | PlayStation Vita                   | トーセ                              | スクウェア・エニックス        | ダウンロード （ゲームアーカイブス）   | -                                      | PlayStation版の移植 |                             |
| 6   | ファイナルファンタジーV            | INT 2013年3月27日                          | iPhone、iPad (iOS)                 | マトリックス スクウェア・エニックス | スクウェア・エニックス        | ダウンロード                          | -                                      | ゲームボーイアドバンス版の移植 「ファイナルファンタジーV HD Remake」                                                   | [ 33 ] [ 34 ] [ 35 ] [ 36 ] |
| 7   | ファイナルファンタジーV            | INT 2013年9月26日                          | Android                            | マトリックス スクウェア・エニックス | スクウェア・エニックス        | ダウンロード (Google Play)            | -                                      | ゲームボーイアドバンス版の移植 「ファイナルファンタジーV HD Remake」                                                   | [ 37 ] [ 38 ] [ 39 ]        |
| 8   | ファイナルファンタジーV            | 2014年3月26日                              | Wii U                              | スクウェア                          | スクウェア・エニックス        | ダウンロード （バーチャルコンソール） | -                                      | スーパーファミコン版の移植                                                                                             | [ 40 ]                      |
| 9   | Final Fantasy V                    | INT 2015年9月24日                          | Windows                            | マトリックス スクウェア・エニックス | スクウェア・エニックス        | ダウンロード (Steam)                  | -                                      | ゲームボーイアドバンス版の移植 「Final Fantasy V HD Remake」                                                           | [ 41 ]                      |
| 10  | ファイナルファンタジーV アドバンス | 2016年4月20日                              | Wii U                              | スクウェア トーセ                   | スクウェア・エニックス        | ダウンロード （バーチャルコンソール） | -                                      | ゲームボーイアドバンス版の移植                                                                                         |                             |
| 11  | ファイナルファンタジーV            | 2017年8月23日                              | Newニンテンドー3DS                 | スクウェア                          | スクウェア・エニックス        | ダウンロード （バーチャルコンソール） | -                                      | スーパーファミコン版の移植                                                                                             | [ 42 ] [ 43 ] [ 44 ]        |
| 12  | ファイナルファンタジーV            | INT 2021年11月10日                         | Steam, iOS, Android, Amazon        | スクウェア・エニックス、トーセ      | スクウェア・エニックス        | ダウンロード                          | -                                      | オリジナル版をベースとした2Dリマスター版 「ファイナルファンタジー ピクセルリマスター」（FINAL FANTASY PIXEL REMASTER） | [ 45 ] [ 46 ] [ 47 ]        |

### プレイステーション版
1998年3月に、プレイステーション版『ファイナルファンタジーV』がコンビニエンスストア（デジキューブ販売網）限定で発売され、その後1999年3月に発売された『ファイナルファンタジーコレクション』のDISC2に同作品が収録されている。内容はSFC版を移植したものであり、SFC版とほとんど違いはないが、いくつかの部分が変更されている。
主な変更点としては以下のようなものがある。
- オープニング、エンディングにCGムービーが追加。
- SFC版に存在したいくつかのバグが修正されている。
- シーフのアビリティ扱いであった「ダッシュ」が最初から使用可能になっている。シーフの「ダッシュ」使用時はさらに倍の速度（4倍速）で移動可能。
- CD-ROMによる読み込みのため、マップが切り替わるのがSFC版よりも遅い。
- エンカウント時、戦闘終了時のモザイク演出が変更されている。
- 音源がSFC版と違うため、音楽や効果音などの音質がSFC版から若干変わっている。
- 「メモファイル」機能により、本体のメモリー内への保存とすることでセーブにかかる時間を短縮できるようになった。ただし一時的な保存なので本体の電源を切ったりリセットボタンを押すと消滅する（後述のGBA版における中断機能とは違い、ロードした時には削除されない）。
- セーブファイルが1ファイル当たりメモリーカード1ブロック分となり、メモリーカード1枚に15個までセーブ可能になった。
- ソフトリセット機能（SELECT・START・L1・L2・R1・R2ボタンを同時に押す）が使用できる。
- ゲーム開始時のメニューがニューゲームとロード（メモファイルおよびスロット1/2のメモリーカードからの選択）の選択となっており、この画面にランダムでキャラクター1名が登場。ごく稀に『FFVII』のクラウドが現れる。

### ゲームボーイアドバンス版
2006年10月12日に、「Finest FANTASY For ADVANCE」と銘打たれた「FINAL FANTASY 携帯機完全移植計画」の第二弾として、ゲームボーイアドバンス版『ファイナルファンタジーV アドバンス』（FINAL FANTASY V ADVANCE）が発売された。キャッチコピーは「風が、変わる。」（TGSPV）、「純度を超えた透明感」（TVCM）。SFC版からの追加要素として、ジョブの追加（4種）、ダンジョンの追加、武器防具の追加などがされている。他機種のバグの大半は修正されたが基本システムに変更はないので、やり込みについてはほぼSFC版と同じ戦術を使うことができる。2016年4月20日よりWii Uバーチャルコンソールにて配信開始。
その他、以下のような変更点もある。
- オープニングが一新された。オープニングデモが追加され、隕石に乗っているガラフや飛竜の世話をするレナなどの描写がある。なお、2006年以前に退社したスタッフ（植松以外）の名前はクレジットされていない。旧版のオープニングも移植されており、こちらは新オープニングの後に画面をそのままにしておけば見ることができる（ただし、旧版タイトル画面からのオープニングデモへの移行はオリジナルより早い）。
- メッセージウィンドウのテキストを、ひらがなのみ使用か、漢字混じりにするかをコンフィグによって任意に設定できる。これにより、オリジナルからメッセージの漢字変換が変更された箇所もある。
- SFC版では『FFV』のテーマがセーブデータ選択時に流れていたが、GBA版では他のシリーズ同様にタイトル画面・ロード時のファイル選択でプレリュードが流れる仕様になった。
- 『ファイナルファンタジーI・II アドバンス』や『FFIVアドバンス』と同様、おまけとしてモンスター図鑑とミュージックプレイヤーが追加。また、図鑑ではゲーム中に名前が表示されない一部の敵に便宜上、名前が用意されている。
- 音源や画面サイズの都合上、BGMや戦闘背景がより綺麗に作り直されている。ただし、BGMはSFCと音源が異なるので一部の曲がややオリジナルと異なるものがある。
- 台詞の表示ウインドウにメインキャラクターの顔グラフィックが出るようになる。また、ストーリー上の会話も一部加筆修正されている。
- セーブ機能に通常のセーブと携帯機向けの「ちゅうだん」が加えられる。ニューゲームや通常のロードを選んだ場合や中断したデータを再開するとそのデータは消える（PS版における「メモファイル」とは異なる）。
- シーフのアビリティ扱いであった「ダッシュ」が最初から使用可能になっており、常にダッシュ状態か従来のようにBボタンでダッシュかを選択可能。シーフの「ダッシュ」では通常のBダッシュの倍の速さとなる。
- いくつかの能力の仕様変更。例「きゅうけつ」（SFC/PS→最大HP-現在HPの半分を吸収する。GBA→最大HP-現在HPを吸収する）
- エンカウント時と戦闘終了時の画面の切り替えに要する時間がかなり短縮された。またエンカウント時の表現が変更されている。
- 戦闘から瞬時に逃げやすくなった。
- アイテムの解説がより詳細まで表示されるようになった。またこれまでは所有状況だけが確認できた「たいせつなもの」の解説も表示される。
- ゲーム中のBGM「いつの日かきっと」がすべて「レナのテーマ」に差し替えられている。ただし「いつの日かきっと」自体はソフト内に収録されており、ミュージックプレイヤーで聴くことができる。
- 戦闘の際、コマンド入力の番がまわってきた時のSEがオリジナルと異なる。
- SFC版にあった戦闘中の操作キャラクターのコントローラ割り振りが、携帯ゲーム機移植に伴い廃止されている。

### バーチャルコンソール版
SFC版とGBA版を配信。SFC版は点滅関係の演出が変更や削除されている。

### ゲームアーカイブス版
プレイステーション版に準拠した内容。

### iOS（iPhone/iPod touch/iPad）・Android版
「FF for スマートフォンシリーズ」の本格始動第1弾ソフトとして、iOS版が2013年3月28日より、Android版が9月26日より配信開始した。
『ファイナルファンタジー レジェンズ 光と闇の戦士』も担当したマトリックスの制作。ゲームボーイアドバンス版を基とし、グラフィック全般とインターフェイスが一新されている。キャラクターについてはオリジナルスタッフである渋谷員子による描き起こしとなっている。
その他、以下のような変更点もある。
- BGMはSFC版のものを録音して再生している。ただしエンカウントが発生しても、戦闘終了後のフィールドマップ画面のBGMは頭から演奏される。
- SEは一新[48]。
- 移動中の「アイテム」コマンドに「捨てる」のサブコマンドが追加され、いつでも不要なアイテムを処分できるようになった。
- 斜め移動が可能となっている。
- セーブポイントに隣接すると、自動的にポイント内に吸い込まれる。
- SFC版と同じく通常時のダッシュは不可能で、シーフのアビリティ（ジョブ特性）「ダッシュ」が使える状況下でのみ使用可能となっている。ただし、本作ではフィールド移動時（徒歩の他、乗り物での移動時）にも効果を発揮する。
- 『FFVI』以降のような戦闘中のターンパス（行動せず、他のキャラクターにターンを渡すこと）が可能になった。
- 風のクリスタルのジョブ入手後にチョコボがジョブシステムの説明をしてくれるくだりがカット。代わりにヘルプの説明ページが表示される。
- 敵を倒した時のドロップアイテムがSFC版・GBA版では必要・不必要の選択ができたが、スマホ版ではドロップしたアイテムをすべて獲得するようになっている。
- 装備で「最強」を選択した際にボーンメイルや呪いの指輪など防御力の高いマイナスアイテムが選ばれなくなった。

## 制作スタッフ
- ディレクター・原案 - 坂口博信
- イメージデザイン・タイトルロゴデザイン - 天野喜孝
- 音楽 - 植松伸夫
- サウンドプログラマー - 赤尾実[49][注 11]
- フィールドプラン - 北瀬佳範、土橋生哉
- バトルプラン - 伊藤裕之、松井聡彦
- フィールドプログラム - 成田賢
- バトルプログラム - 吉井清史、樋口勝久
- フィールドグラフィック - 高橋哲哉、皆葉英夫
- OBJグラフィック - 渋谷員子
- モンスターグラフィック - 星野雅紀、野村哲也

## 評価
スーパーファミコン版
- ゲーム誌『ファミコン通信』の「クロスレビュー」では、8・9・9・8の合計34点（満40点）でゴールド殿堂を獲得[58]、レビュアーからはストーリーや演出面に関して評価する声が多く挙がっており、サワディ・ノダによる「1本道だけど程よく練られたシナリオが、ユーザーを引っぱる最大の魅力」、アルツ鈴木による「ていねいなつくりのストーリーとグラフィック、BGMには驚かされる」、イザベラ永野による「導入部分でのプレーヤーの引き込みかたが、シリーズをとおして秀逸」、ローリング内沢による「映画のように、各所のビジュアルシーンは凝っててスゴイ」など称賛の声があった一方で、アルツ鈴木による「基本的に『IV』と変わっていないので、新鮮さという意味の感動は薄い」といった否定的な意見も挙げられたが、イザベラ永野は「ハードの機能を最大限に活かした演出力は、ほかのゲームも見習ってほしい」と絶賛した[68]。

- 『ファミリーコンピュータMagazine』の読者投票による「ゲーム通信簿」での評価は以下の通りとなっており、27.91点（満30点）となっている[2]。この得点はスーパーファミコン全ソフトの中で1位（323本中、1993年時点）となっている[2]。その他、『SUPER FAMICOM Magazine』1993年8月情報号特別付録の「スーパーファミコンオールカタログ'93」巻末に収録されている「部門別ベスト30」では、総合1位、キャラクタ1位、音楽・効果音2位、操作性1位、熱中度2位、お買い得度1位、オリジナリティ1位を獲得している[65]。

| 項目 | キャラクタ | 音楽 | 操作性 | 熱中度 | お買得度 | オリジナリティ | 総合  |
| 得点 | 4.79       | 4.72 | 4.63   | 4.77   | 4.44     | 4.56           | 27.91 |

PlayStation版
- ゲーム誌『ファミ通』の「クロスレビュー」では合計29点（満40点）となっている[59]

ゲームボーイアドバンス版
- ゲーム誌『ファミコン通信』の「クロスレビュー」ではの合計32点（満40点）でゴールド殿堂を獲得した[60]。

## 備考
プレリュード
今作では従来の音形に32分音符分のディレイがかかっている。SFCではクリスタルの場所のみだったが、GBA版ではタイトル画面とニューゲームの設定、セーブファイルロード画面でも他のシリーズ同様流れている。
物知りじいさん
第3世界のカルナック近くの海中のダンジョンにいるキャラクター。戦闘回数、倒した敵の数・宝箱の回収率などを教えてくれる。作中にその存在を示すヒントなどは一切ない。
モアイ像
第3世界の蜃気楼の町近くの海中にはモアイ像が存在する。特に意味のないものだが、様々な噂や都市伝説が流れた（侍の町に行ける・隠しジョブの「暗黒騎士」「パラディン」が入手できるなど）。そのうちの1つには、作中で語られるのみの存在であった「エヌオー」と戦えるというものがあったが、GBA版の追加要素にてそれが現実のものとなり、モアイ像はそのイベントに関連のある物となった。
音楽関係
同作ゲームミュージックのバトル1がTDK硬式野球部応援団の攻撃テーマとして使用されている。
第77回都市対抗野球大会においてTDKが優勝した際には、かなりの頻度で演奏されていた。
その他のストーリー関係
世界地図はGBA版リメイクシリーズでは現在地・街・ダンジョン・飛空艇などの明確な位置や場所の名前の検索が『IV』まで可能だったが、『V』からはオリジナルと同じタイプのものとなっている。
『Vジャンプ』とのタイアップ
本作は集英社の雑誌『Vジャンプ』のリニューアル後の創刊号から特集が組まれていて、攻略記事の他に坂口博信などスタッフのインタビューなども掲載されている。
映像演出によるてんかん発作
1993年1月にゲーム内の映像演出（ムーアの大森林で主人公たちにエクスデスが攻撃を仕掛けるシーンなど）によって、プレイした子供がてんかんを起こしたという事件が全国各地で発生した。バーチャルコンソール版およびPlayStation版以降の移植では修正された。

## 関連商品

### 音楽
- 『ファイナルファンタジーV 5+1』 FINAL FANTASY V 5+1
オリジナルサウンド5曲＆「マトーヤの洞窟」（『FFI』）スーパーファミコン音源のアレンジを収録。
1992年10月20日発売 N09D-012 (P)1992 NTT Publishing Co., Ltd. (C)1992 SQUARE ENIX CO., LTD.
- 『ファイナルファンタジーV オリジナル・サウンド・バージョン』 FINAL FANTASY V ORIGINAL SOUND VERSION
オリジナル・サウンド・トラック
1992年12月7日発売 N33D-013〜4 (P)1992 NTT Publishing Co., Ltd. (C)1992 SQUARE ENIX CO., LTD.
1994年11月26日再発 NTCP-5015〜6 (P)1992 NTT Publishing Co., Ltd. (C)1992 SQUARE ENIX CO., LTD.
演奏は管弦楽器とシンセサイザーによる。スーパーファミコンの音源を直接使ったプラグラマブルな音は、近似の楽器に置き換えられている（バトル1の導入時の音など）。
- 『ファイナルファンタジーV マンボdeチョコボ』 FINAL FANTASY V Mambo de Chocobo （演奏：セニョール植松とマンボ・パンチョス）
ゲーム内BGM「マンボdeチョコボ」のアレンジ。ゲーム未収録曲3曲＋『FFI』『FFIV』『FFV』の楽曲リミックス1曲付。
1993年1月21日発売 N09D-016 (P)1992 NTT Publishing Co., Ltd. (C)1992 SQUARE ENIX CO., LTD.
  1. マンボdeチョコボ
  2. 飛竜の山（ゲーム未収録曲）
  3. オープニング・アイディア Version2（ゲーム未収録）
  4. 飛空艇 Version2（ゲーム未収録）
  5. FINAL FANTASY MEGAMIX
- 『ピアノコレクションズ ファイナルファンタジー V』 Piano Collections FINAL FANTASY V
ピアノのアレンジによるカヴァー・コレクション。
2001年6月27日発売 NTCP-1002 (P)1993 NTT Publishing Co., Ltd. (C)1992 SQUARE ENIX CO., LTD.
- 『ファイナル・ファンタジーV DEAR FRIENDS』 FINAL FANTASY V DEAR FRIENDS
スオミ（フィンランド）に取材に行った時の写真がジャケットに載せられており、植松のコメントも寄せられている。ゲーム音源ではなく、スタジオ録音による音源。バッツの故郷の曲「はるかなる故郷」が"My Home, Sweet Home"としてサーミ人の民族音楽『ヨイク』のアンゲリン・テュトット（後にアンゲリットと改名）によってサーミ語で歌われていたりと、北欧的な要素が強い。なお、通常版以外にジャケット絵違いのデジパック版がある。
1994年11月26日発売 NTCP-5018 (P)1993 NTT Publishing Co., Ltd. (C)1992 SQUARE ENIX CO., LTD.
- FINAL FANTASY V オリジナル・サウンドトラック リマスターバージョン
2013年08月07日発売。
- FINAL FANTASY V ORIGINAL SOUNDTRACK REVIVAL DISC
2019年01月16日、ブルーレイディスクで発売。

### 攻略本
- ファイナルファンタジーV 基礎知識編
NTT出版（1992年11月20日初版発行） ISBN 4-87188-192-X
- ファイナルファンタジーV 戦闘解析編
NTT出版（1992年12月15日初版発行） ISBN 4-87188-204-7
- ファイナルファンタジーV 冒険ガイドブック
NTT出版（1993年1月20日発行） ISBN 4-87188-206-3
- ファイナルファンタジーV 完全攻略編
NTT出版（1993年2月26日初版発行） ISBN 4-87188-205-5
- ファイナルファンタジーVアドバンス-マスターガイド- ゲームボーイアドバンス版（Vジャンプブックス―スクウェア・エニックス公式攻略本）
Vジャンプ編集部（編さん）、集英社 (2006/10)
- ファイナルファンタジーV アドバンス 公式コンプリートガイド
キュービスト（編集）、スクウェア・エニックス（2006年11月30日初版発行） ISBN 4-7575-1822-6

## 派生作品
- ファイナルファンタジー (OVA) - 1994年に発売された、風の章、炎の章、竜の章、星の章の全4巻からなるOVA。本作より200年後の世界を描く。
- チョコチョコボンボン - 雑誌『Vジャンプ』に連載されていたギャグ漫画。作者は菊池晃弘。本作の前史を描き、『FFVI』や『FFVII』の世界も入り乱れている。